# Chad
Chad (en francés: Tchad; en árabe: تشاد‎, romanizado: Tšād), cuyo nombre oficial es República del Chad, es un país sin litoral ubicado en África Central. Limita con Libia al norte, con Sudán al este, con la República Centroafricana al sur, Camerún y Nigeria al suroeste y con Níger al oeste. Chad se encuentra dividido en tres grandes regiones geográficas: la zona desértica del norte, el árido cinturón de Sahel en el centro y la sabana sudanesa fértil al sur. El lago Chad, por el cual el país obtuvo su nombre, es el cuerpo de agua más grande en Chad y el segundo más grande de África. El punto más alto de Chad es el volcán Emi Koussi,  en el desierto del Sáhara. Yamena es la capital y la ciudad más grande del país. Chad es la patria de más de 200 etnias. El francés y el árabe son los idiomas oficiales, mientras las religiones con más seguidores en el país son el cristianismo y el islam.
A principios del séptimo milenio a. C., numerosas poblaciones humanas arribaron al territorio chadiano. Para finales del primer milenio a. C., surgieron y desaparecieron varios estados e imperios en la zona central del país, todos ellos dedicados a controlar las rutas del comercio transahariano que cruzaban por la región, tales como Kanem-Bornu y Wadai. En el siglo XIX Francia conquistó este territorio y en 1920 lo incorporó al África Ecuatorial Francesa. En 1960 Chad obtuvo su independencia bajo el liderazgo de François Tombalbaye. En 1965 los levantamientos en contra de las políticas hacia los musulmanes del norte del país culminaron en una larga guerra civil. Así, en 1979 los rebeldes tomaron la capital y pusieron fin a la hegemonía de los cristianos del sur. Sin embargo, los comandantes de los rebeldes permanecieron en una lucha constante hasta que Hissène Habré se impuso ante sus rivales, pero en 1990 fue derrocado por su general Idriss Déby. Recientemente, la crisis de Darfur en Sudán traspasó la frontera y desestabilizó al país, con cientos de miles de refugiados viviendo en campamentos al este del país.
Mientras existen varios partidos políticos activos en el país, el poder recae firmemente en las manos del presidente Déby y su partido, el Movimiento de Salvación Patriótica. Desde 2009 el petróleo se ha convertido en la principal fuente de exportaciones para el país, sobrepasando la tradicional industria del algodón.

## Historia
En el séptimo milenio a. C., las condiciones ecológicas en la parte norte del territorio chadiano favorecieron los asentamientos humanos y la región experimentó un alto crecimiento demográfico. Algunos de los sitios arqueológicos más importantes de África se encuentran en Chad, destacan entre ellos los de la región de Borkou-Ennedi-Tibesti, que datan aproximadamente del año 2000 a. C. Durante más de dos mil años, Chad estuvo poblado por grupos agrícolas sedentarios y varias civilizaciones se asentaron en la región. La primera de ellas fue la civilización Sao, conocida por sus simples artefactos y sus tradiciones orales. Los sao cayeron ante el Imperio Kanem-Bornu, el primero y el más duradero de los imperios que se asentaron en el Sahel de Chad durante el primer milenio d. C. El poderío del imperio Kanem-Bornu y el de sus sucesores se basó en el control de las rutas del comercio transahariano que cruzaban la región. Estos estados nunca extendieron su dominio hacia los valles fértiles del sur, excepto para el comercio de esclavos.

### Colonia francesa (1900-1960)

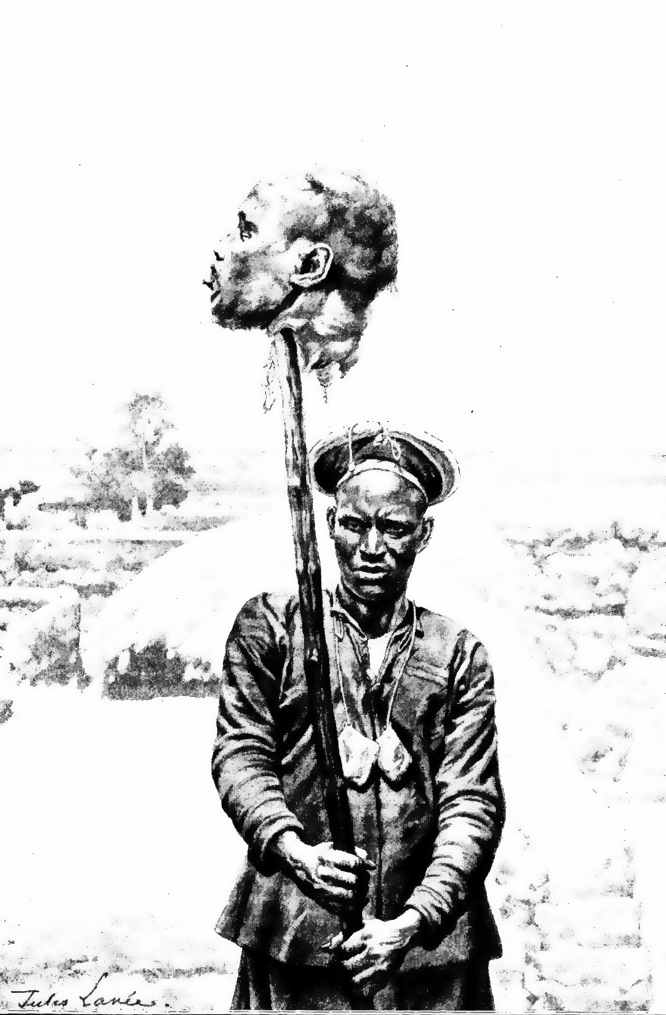
Al derrotar y asesinar a Rabih az-Zubayr el 22 de abril de 1900 en la batalla de Kousséri, Francia eliminó el mayor obstáculo que tenía para la colonización de Chad.

Ya en el año de 1900, la expansión colonial francesa dio paso a la creación del Territoire Militaire des Pays et Protectorats du Tchad. Para 1920, Francia había asegurado el control absoluto de la colonia e incorporó el territorio de Chad al África Ecuatorial Francesa. El dominio francés en Chad se caracterizó por retrasar la modernización y por la ausencia de políticas para unificar el territorio. Los franceses veían a la colonia como una fuente importante de mano de obra barata y algodón, por lo que en 1929 introdujeron la producción a gran escala de esta materia prima. La administración colonial de Chad carecía de personal y los gobernadores se apoyaban de algunos elementos del servicio militar francés. Además, únicamente la parte sur del país era gobernada con efectividad, ya que la presencia francesa en el norte y este del país era escasa, lo cual comportó un deficiente sistema educativo. Después de la Segunda Guerra Mundial, Francia garantizó a Chad el estatus de territorio de ultramar para que sus habitantes tuvieran el derecho de elegir a sus representantes en la Asamblea Nacional de Francia y a la creación de una asamblea chadiana. El partido político más grande de esa época era el Partido Progresista Chadiano (PPT), con bases localizadas en la parte sur del país. Chad obtuvo su independencia el 11 de agosto de 1960, con el líder del PPT, François Tombalbaye, como su primer presidente.

### Era Tombalbaye (1960-1979)

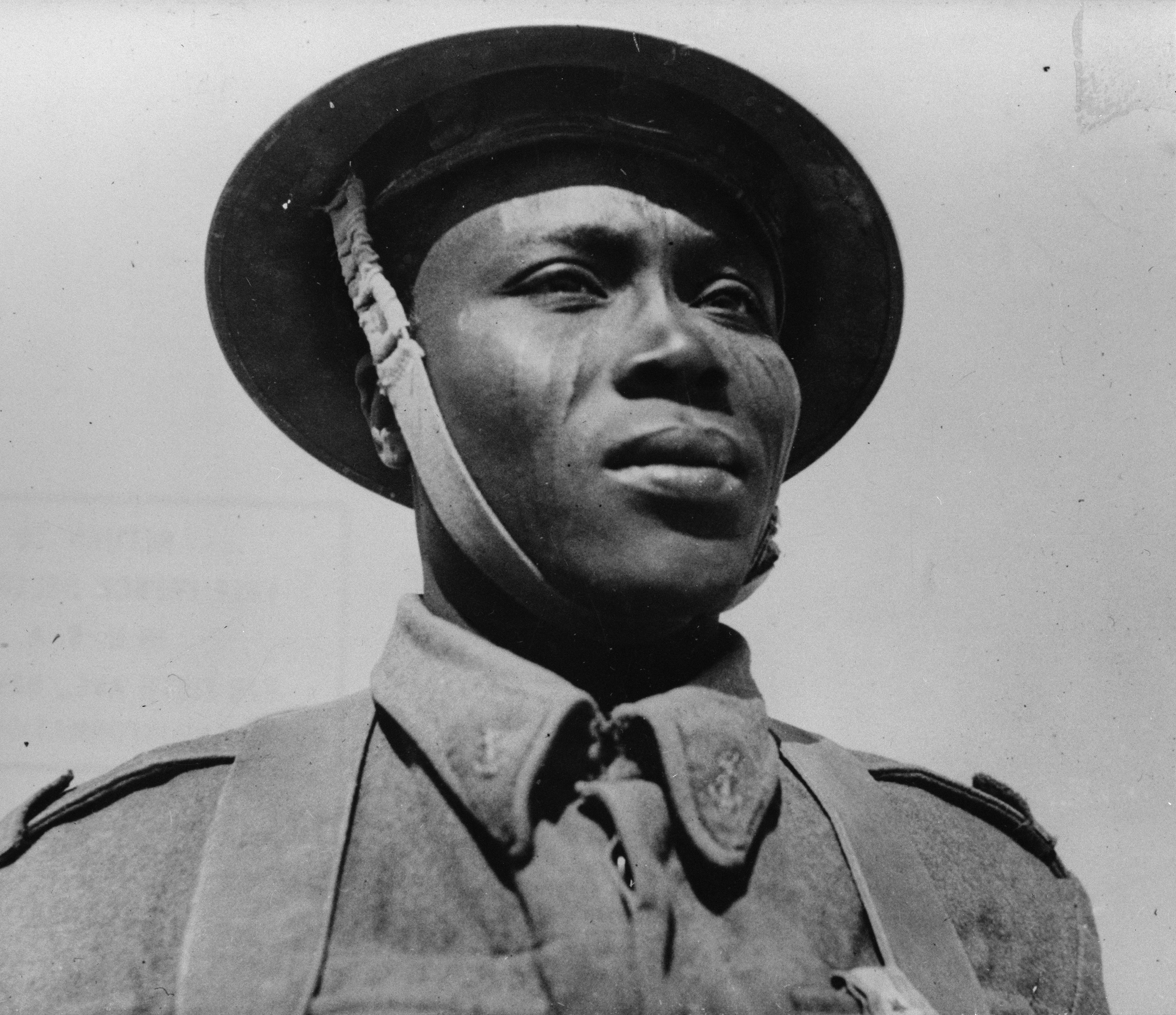
15 000 soldados chadianos combatieron para el ejército francés durante la Segunda Guerra Mundial.

Dos años más tarde, Tombalbaye disolvió los partidos de oposición y estableció un sistema unipartidista. El mandato autocrático de Tombalbaye y su mala administración generaron tensiones entre las distintas etnias del país y en 1965 los musulmanes comenzaron una guerra civil. En 1975 Tombalbaye fue derrocado y asesinado, pero el conflicto continuó. En 1979 las facciones rebeldes tomaron la capital y todas las autoridades centrales del país colapsaron, por lo que el poder pasó a los rebeldes armados, la mayoría provenientes del norte del país. La desintegración de Chad provocó el colapso de la presencia francesa en el país. Libia intentó tomar el control del territorio del país y se involucró en la guerra civil. En 1987 la aventura libia terminó en un desastre cuando el presidente chadiano Hissène Habré, apoyado por Francia, llamó a que los chadianos se unieran en un solo grupo unido como nunca antes se había visto, y así obligar al ejército libio a retirarse.

### Dictadura de Habré (1987-1990)
Habré consolidó su dictadura a través de un sistema lleno de corrupción y violencia; alrededor de 40 000 personas fueron asesinadas durante su mandato. El presidente favoreció a su tribu de origen, los daza, y discriminó a los miembros de su tribu enemiga, los zaghawa. En 1990 su general, Idriss Déby, lo derrocó.

### Era Déby (1990-2021)
Déby intentó reconciliar a los grupos rebeldes y reintrodujo el sistema multipartidista. Por medio de un referéndum los chadianos aprobaron una nueva constitución y en 1996, Déby ganó las elecciones presidenciales. En 2001 ganó de nuevo para un periodo de cinco años. La explotación del petróleo comenzó en el 2001, trayendo consigo esperanzas de que Chad tuviera oportunidad de alcanzar la paz y prosperidad. Sin embargo, los conflictos internos empeoraron y estalló una nueva guerra civil. Unilateralmente, Déby modificó la constitución para abolir el máximo de dos periodos para cada presidente, lo que ocasionó controversia entre los civiles y los partidos de oposición. De esta forma, en 2006 Déby ganó por tercera vez las elecciones presidenciales. En 2006 y en 2008 los rebeldes intentaron tomar de manera violenta la capital del país, sin éxito. La violencia étnica en el este de Chad había ido en aumento; los miembros del Alto Comisionado de las Naciones Unidas para los Refugiados advirtieron que un genocidio similar al que ocurre en Darfur puede presentarse en Chad.
El ejército de Chad anunció la muerte de Déby el 20 de abril de 2021. El hijo de Déby, el general Mahamat Déby, fue designado presidente interno por el Consejo Militar de Transición. Dicho consejo de transición ha sustituido la Constitución por una nueva, otorgando a Mahamat Déby los poderes de la presidencia y nombrándolo jefe de las fuerzas armadas.

## Gobierno y política

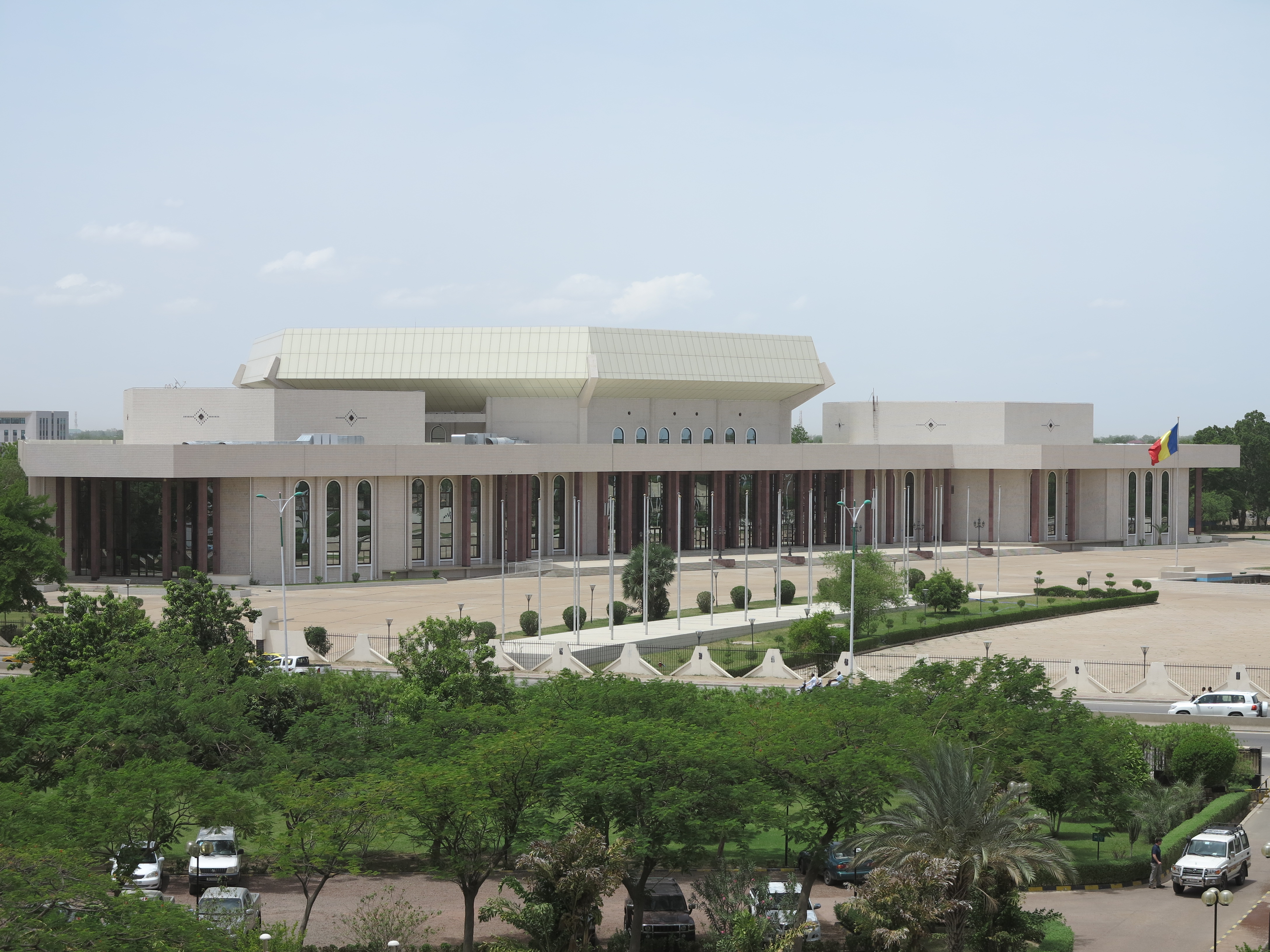
Edificio de la Asamblea nacional de Chad en Yamena

«En mayo de 2018 Chad adoptó una nueva Constitución instaurando un régimen presidencialista que refuerza los poderes del presidente de la República.» Según la Constitución, el presidente es jefe de Gobierno y jefe de Estado. Se elige por la población con derecho a voto por un periodo de seis años. Puede ser reelegido una vez. Los miembros del Parlamento, la Asamblea Nacional, se eligen por la población con derecho a voto para un periodo de cinco años (a partir de las próximas elecciones; ahora, en 2021, es de cuatro años). Después de la muerte del presidente Idriss Déby Itno en abril de 2020, el ejército disolvió el Gobierno y el Parlamento e instauró un consejo militar, el Consejo de Transición. Está previsto que este gobierne durante de 18 meses.
La constitución establece un fuerte poder ejecutivo encabezado por un presidente que domina el sistema político. El presidente tiene el poder de nombrar al primer ministro y al gabinete y ejerce una influencia considerable sobre el nombramiento de jueces, generales, funcionarios provinciales y de los jefes de las empresas paraestatales. En caso de amenaza grave e inmediata, tras consultar a la Asamblea Nacional, podrá declarar un estado de emergencia. El presidente es elegido directamente por voto popular para un mandato de cinco años, y en 2005 se abolieron de la constitución los límites de mandato. De esta forma se permitió al presidente permanecer en el poder más de dos periodos de cinco años. La mayoría de los principales consejeros de Déby son miembros de la tribu zaghawa, aunque personalidades de oposición del sur también están representados en el gobierno. En Chad la corrupción abunda en todos los niveles; en el Índice de percepción de corrupción de 2005 elaborado por Transparencia Internacional, Chad se colocó como el país más corrupto del mundo, encontrándose en la parte final de la lista en los años siguientes. En 2007, alcanzó solo 1,8 de 10 puntos posibles en el índice de percepción de corrupción; solo Tonga, Uzbekistán, Haití, Irak, Birmania y Somalia tuvieron una puntuación más baja que la marca de Chad. Además, existen muchas críticas contra el presidente Déby que lo acusan de endogamia y tribalismo.
El sistema legal de Chad se basa en el derecho civil francés y en el derecho consuetudinario, donde este último no interfiere con el orden público o las garantías constitucionales de igualdad. A pesar de la garantía de la constitución de la independencia del poder judicial, el presidente nombra a la mayoría de los funcionarios judiciales. Las jurisdicciones más altas del sistema jurídico, la Suprema Corte de Justicia y el Consejo Constitucional, se han vuelto plenamente operativos desde el año 2000. La Suprema Corte está formada por un jefe de justicia, nombrado por el presidente, y quince concejales, designados vitalicios por el presidente y la Asamblea Nacional. El Tribunal Constitucional está encabezado por nueve jueces elegidos para periodos de nueve años. Este tribunal se encarga de examinar la legislación, los tratados y acuerdos internacionales antes de su adopción.

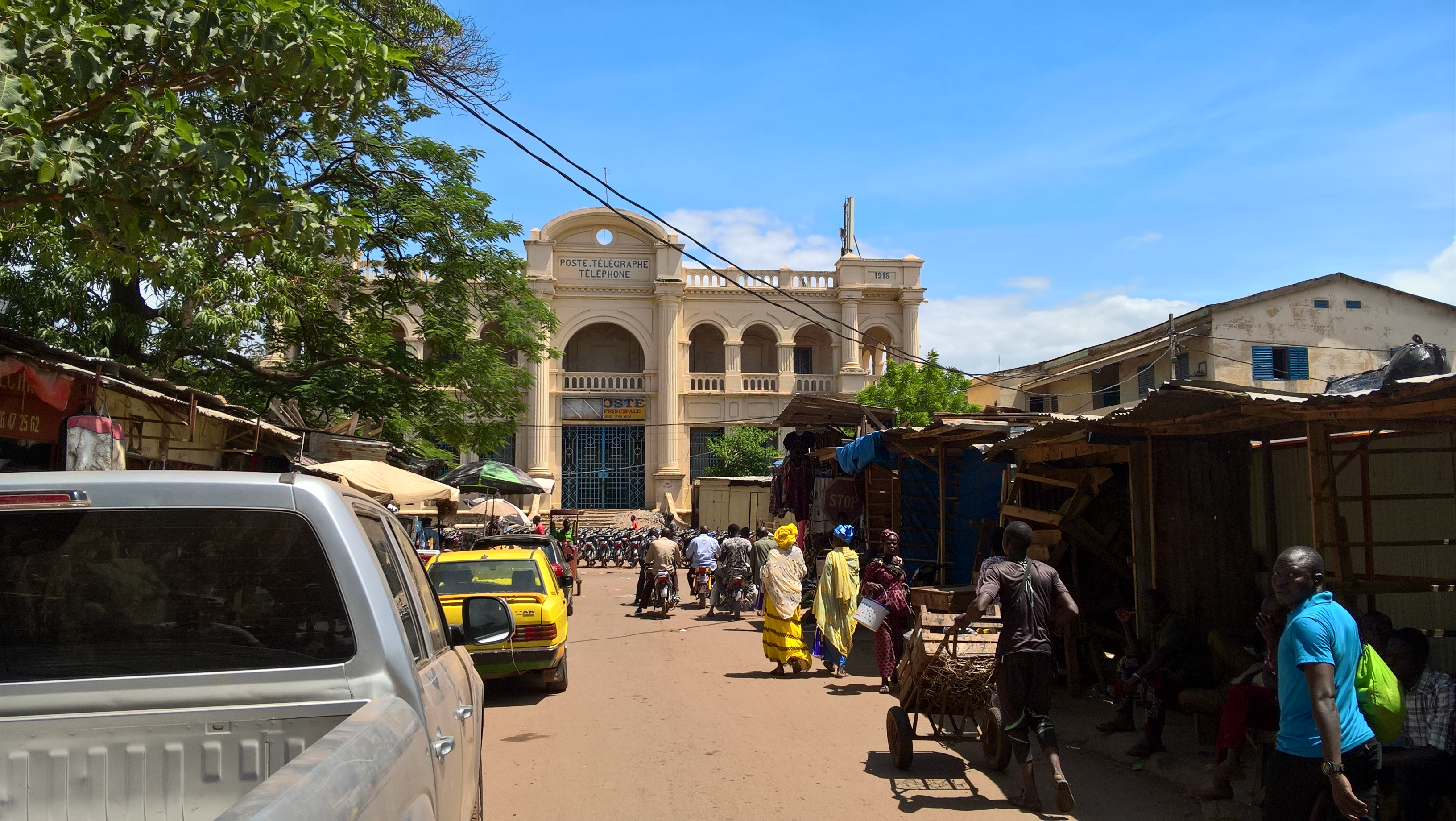
Oficina Postal en Chad

La Asamblea Nacional representa el poder legislativo. Se encuentra integrada por 155 miembros, elegidos para períodos de cuatro años, que anualmente se reúnen en tres ocasiones. La asamblea sostiene dos sesiones ordinarias al año, a partir de marzo y octubre y puede celebrar sesiones especiales solo si el primer ministro los convoca. Los diputados eligen a un presidente de la asamblea cada dos años, quien tiene la tarea de firmar o rechazar las leyes recién aprobadas dentro de un plazo de quince días. La Asamblea Nacional debe aprobar el proyecto de ley del primer ministro, además de que puede obligarlo a dimitir a través de un voto de mayoría de no confianza. Sin embargo, si la Asamblea Nacional rechaza el proyecto de ley del poder ejecutivo más de dos veces en un año, el presidente puede disolver la asamblea y exigir nuevas elecciones legislativas. En la práctica, el presidente ejerce una influencia considerable en la Asamblea Nacional a través de su partido, el Movimiento Patriótico de Salvación (MPS), que posee la gran mayoría de los asientos.
Hasta la legalización de los partidos de oposición en 1992, el MPS fue el único partido legal en Chad. Desde entonces, se han registrado 78 partidos políticos aún activos. En 2005, los partidos de oposición y organizaciones de derechos humanos apoyaron el boicot del referéndum constitucional que permitía a Déby reelegirse para un tercer mandato en medio de informes de irregularidades en el registro de votantes y la censura de los medios de comunicación por parte del gobierno durante las campañas. Se realizó un juicio correspondiente a las elecciones presidenciales de 2006 solo como una formalidad, ya que la oposición consideraba que las elecciones fueron una farsa y habían sido boicoteadas.
Actualmente, Déby enfrenta la oposición de grupos armados que se encuentran profundamente divididos por enfrentamientos de liderazgo, pero unidos en su intención de derrocarlo. Estas fuerzas irrumpieron en la capital el 13 de abril de 2006, pero fueron frenadas en última instancia. La influencia extranjera con mayor peso en Chad es Francia, que mantiene 1000 tropas en el país. Déby se apoya en los franceses para repeler a los rebeldes, mientras Francia le brinda apoyo material al ejército de Chad, por temor a un colapso completo de la estabilidad regional. Sin embargo, las relaciones entre Francia y Chad empeoraron tras la concesión de derechos a la empresa petrolera estadounidense Exxon en 1999.

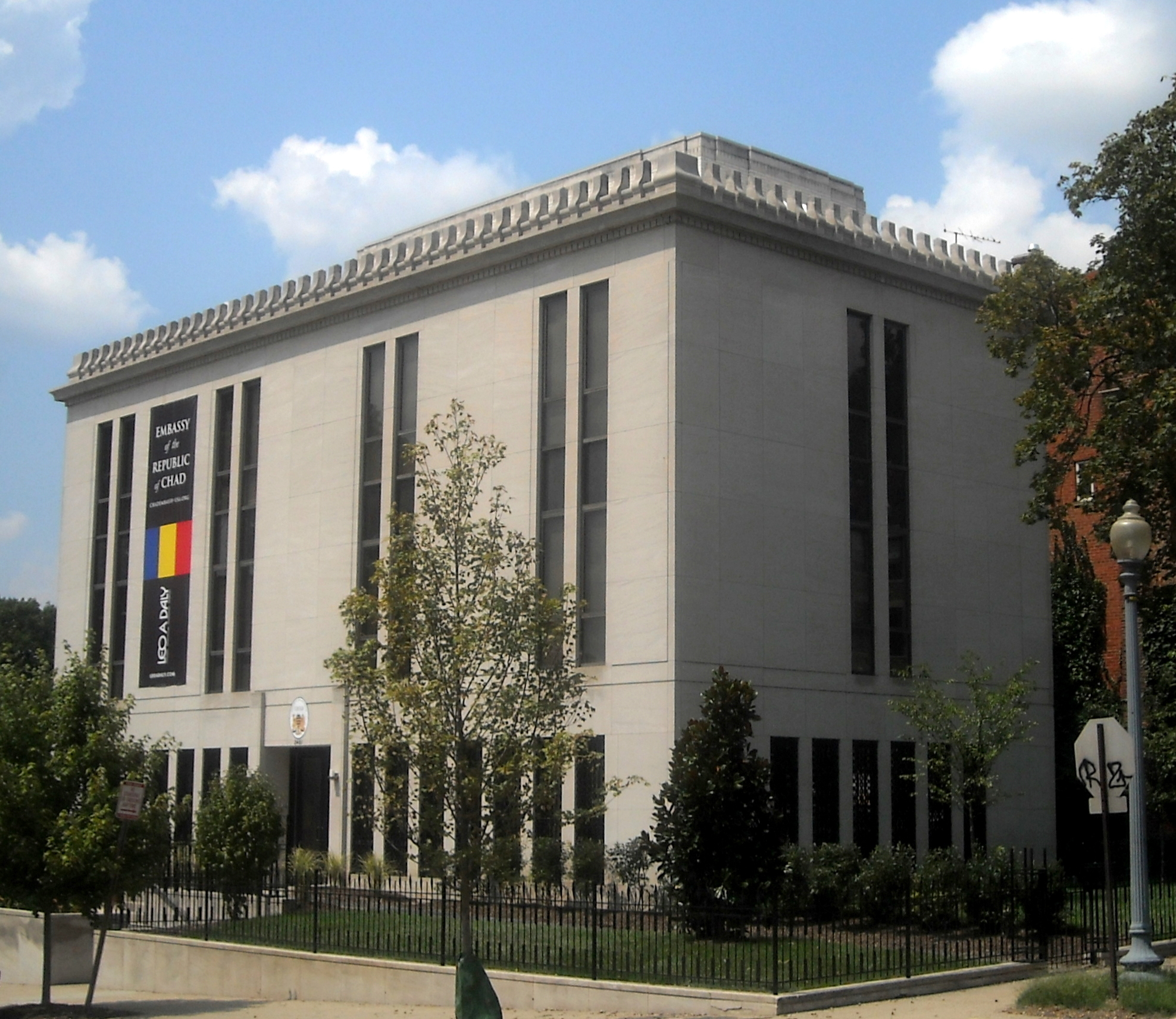
Embajada de Chad en Washington D. C.

Los educadores enfrentan retos considerables debido a lo dispersado de la población del país y a un cierto grado de renuencia por parte de los padres a enviar a sus hijos a la escuela. Aunque la asistencia es obligatoria, solo el 68% de los niños asisten a la escuela primaria y más de la mitad de la población es analfabeta. La educación superior se imparte en la Universidad de Yamena.

### Política exterior
Chad tiene poca presencia diplomática en el mundo. Todos los países vecinos de Chad tienen representación diplomática. El país es miembro de la Organización de las Naciones Unidas (ONU), la Unión Africana (UA) y la Organización de la Conferencia Islámica (OCI). Los gobiernos de Chad mantienen tradicionalmente buenas relaciones con la antigua potencia colonial Francia, que a menudo proporciona ayuda militar al gobierno respectivo en situaciones de guerra civil.
Las relaciones con los países vecinos suelen ser tensas, ya que durante décadas hubo un conflicto con Libia por la franja de Aouzou, en el norte. Las relaciones con Sudán han sido tensas desde el estallido abierto del conflicto de Darfur (una guerra muy prolongada) Cuando la guerra civil asolaba Chad, el vecino Camerún acogió a numerosos refugiados de la guerra civil.

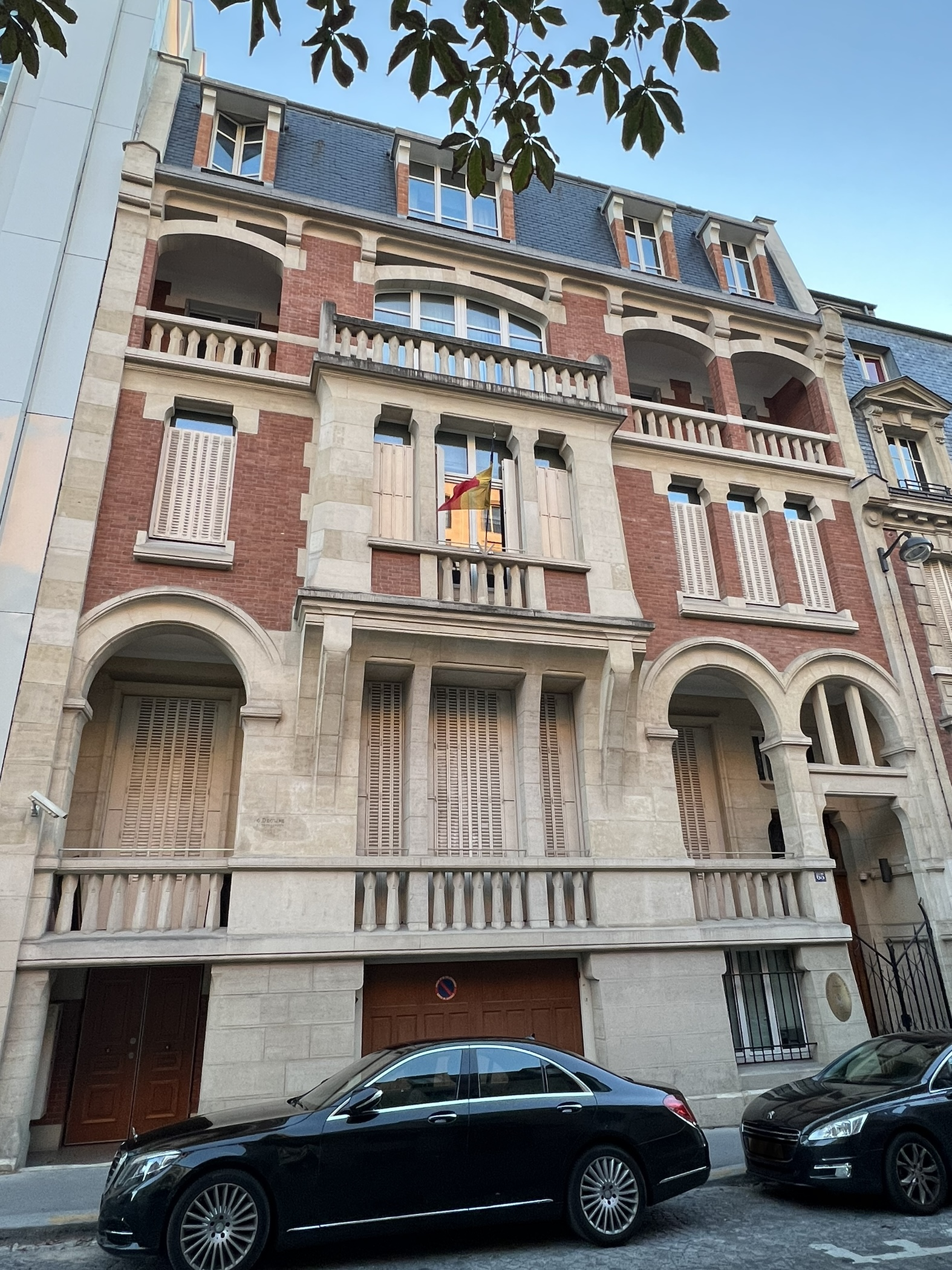
Embajada de Chad en París, Francia

El contencioso de Aouzou concluyó definitivamente el 3 de febrero de 1994, cuando los jueces de la Corte Internacional de Justicia decidieron por mayoría de 16 a 1 que la franja de Aouzou pertenecía a Chad. Las dos partes firmaron el 4 de abril un acuerdo sobre las modalidades prácticas de aplicación de la sentencia. La retirada de las tropas libias de la Franja, supervisada por observadores internacionales, comenzó el 15 de abril y finalizó el 10 de mayo. La transferencia formal y definitiva de la Franja de Libia a Chad tuvo lugar el 30 de mayo, cuando las partes firmaron una declaración conjunta en la que se afirmaba que se había efectuado la retirada libia.
Chad también mantiene relaciones diplomáticas y económicas con Estados Unidos. El 10 de octubre de 2003 comenzó la producción de petróleo en la cuenca de Doba, en el sur de Chad, bajo la dirección de ExxonMobil y con el apoyo del Banco Mundial. El petróleo se transporta a la costa atlántica de Camerún a través de un oleoducto de 1050 kilómetros y se envía allí. Esto se considera a veces una importante maniobra geopolítica de Estados Unidos y se critica desde el punto de vista de los derechos humanos y el medio ambiente. La República Popular China también ha ampliado sus relaciones con Chad debido a su interés por el petróleo. Las relaciones con China se han desarrollado de forma dinámica desde 2006. La República Popular suministra armas a Chad, entre otras cosas.

### Defensa

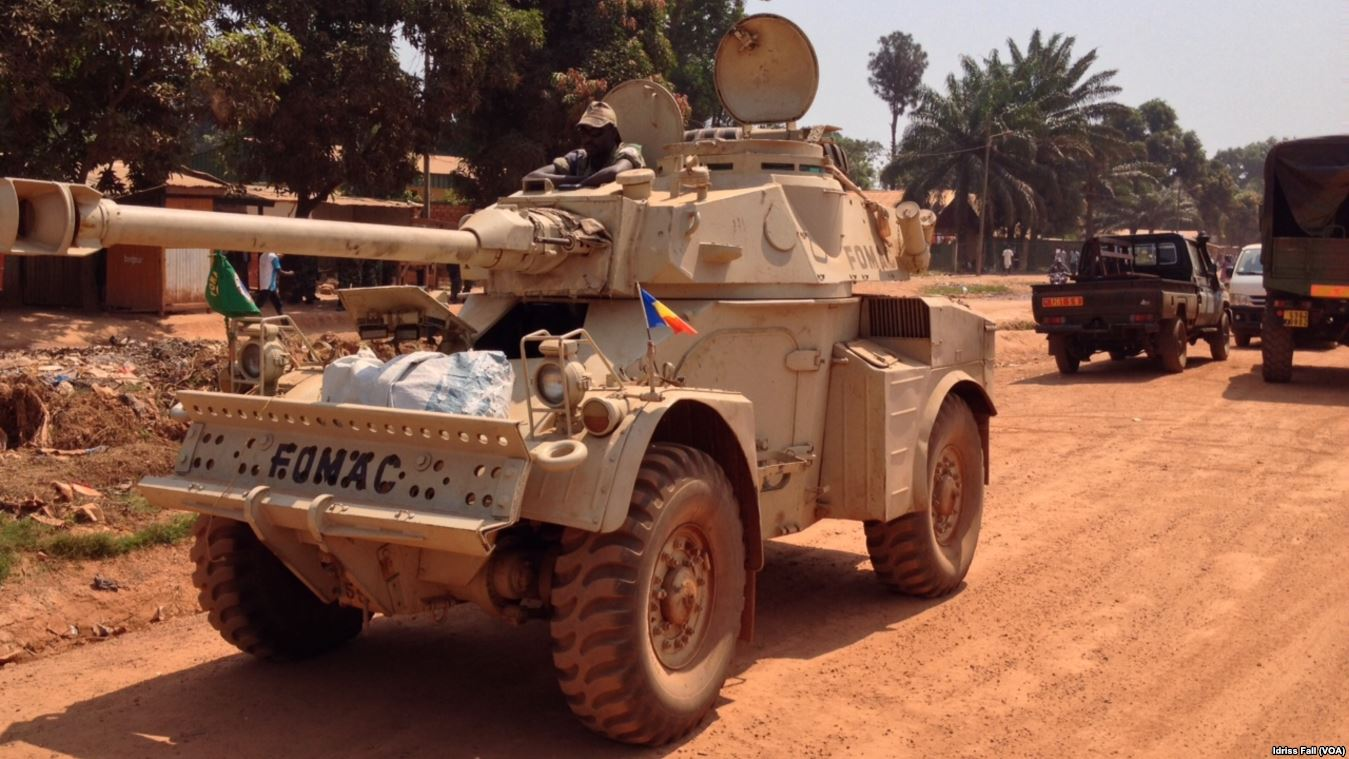
Vehículo blindado Eland 90 del ejército chadiano.

El CIA World Factbook calcula que el presupuesto militar de Chad ascendía al 4,2% del PIB en 2006. Teniendo en cuenta el PIB de entonces (7.095 millones de dólares) del país, el gasto militar se estimaba en unos 300 millones de dólares. Sin embargo, esta estimación se redujo tras el final de la guerra civil en Chad (2005-2010) hasta el 2,0%. según las estimaciones del Banco Mundial para el año 2011.
El Ejército Nacional del Chad (en árabe: الجيش الوطني التشادي,; francés: Armée nationale tchadienne, ANT) está formado por las cinco Fuerzas de Defensa y Seguridad enumeradas en el artículo 185 de la Constitución chadiana que entró en vigor el 4 de mayo de 2018. Se trata del Ejército Nacional (incluidas las fuerzas terrestres y aéreas), la Gendarmería Nacional, la Policía Nacional, la Guardia Nacional y la Policía Judicial.
El artículo 188 de la Constitución especifica que la Defensa Nacional es responsabilidad del Ejército, la Gendarmería y la Guardia Nacional, mientras que el mantenimiento del orden público y la seguridad es responsabilidad de la Policía, la Gendarmería y la Guardia Nacional.

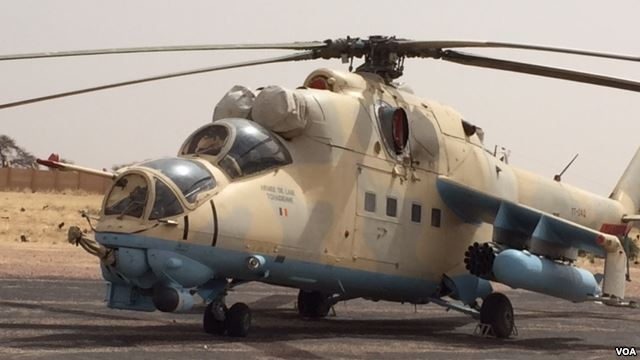
Helicóptero de combate del ejército chadiano en el aeropuerto de Diffa

Desde la independencia hasta la presidencia de Félix Malloum (1975-79), el ejército nacional oficial fue conocido como Fuerzas Armadas Chadianas (Forces Armées Tchadiennes-FAT) Compuestas principalmente por soldados del sur de Chad, las FAT tenían sus raíces en el ejército reclutado por Francia y contaban con tradiciones militares que se remontaban a la Primera Guerra Mundial. Las FAT perdieron su estatus de ejército estatal legal cuando se desintegró la administración civil y militar de Malloum en 1979. Aunque siguieron siendo un cuerpo militar distinto durante varios años, las FAT acabaron reducidas al estatus de ejército regional que representaba al sur.
Después de que Habré consolidara su autoridad y asumiera la presidencia en 1982, su victorioso ejército, las Fuerzas Armadas del Norte (Forces Armées du Nord-FAN), se convirtieron en el núcleo de un nuevo ejército nacional. La fuerza se constituyó oficialmente en enero de 1983, cuando los diversos contingentes pro-Habré se fusionaron y pasaron a llamarse Fuerzas Armadas Nacionales Chadianas (Forces Armées Nationales Tchadiennes-FANT).

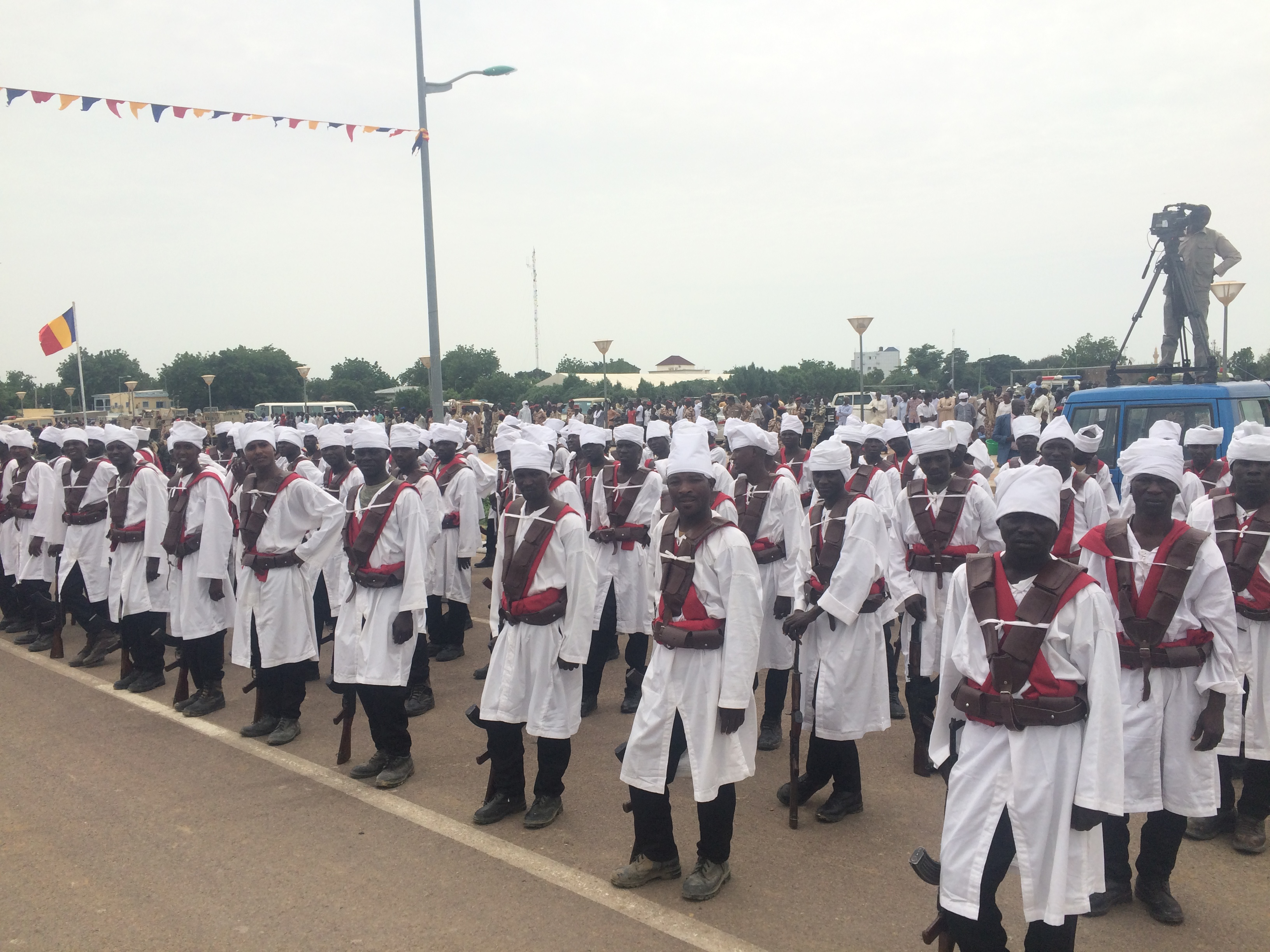
La Guardia Nacional y Nómada del Chad en Yamena, durante el desfile del Día de la Independencia de 2019.

Durante la presidencia de Hissène Habré, las Fuerzas Armadas de Chad estaban dominadas por miembros de las etnias tubou, zaghawa, kanembou, hadjerai y massa. Posteriormente, el presidente chadiano Idriss Déby se rebeló y huyó a Sudán, llevándose consigo a muchos soldados zaghawa y hadjerai en 1989.
Las fuerzas armadas de Chad contaban con unos 36.000 efectivos al final del régimen de Habré, pero se calcula que llegaron a 50.000 en los primeros días del gobierno de Déby. Con el apoyo de Francia, a principios de 1991 se inició una reorganización de las fuerzas armadas con el objetivo de reducir su número y hacer que su composición étnica reflejara la del país en su conjunto. Ninguno de estos objetivos se logró, y el ejército sigue dominado por los zaghawa.
En 2004, el gobierno descubrió que muchos de los soldados a los que pagaba no existían y que sólo había unos 19.000 soldados en el ejército, frente a los 24.000 que se creía anteriormente. Se cree que las medidas represivas del gobierno contra esta práctica fueron un factor determinante en el fallido motín militar de mayo de 2004.

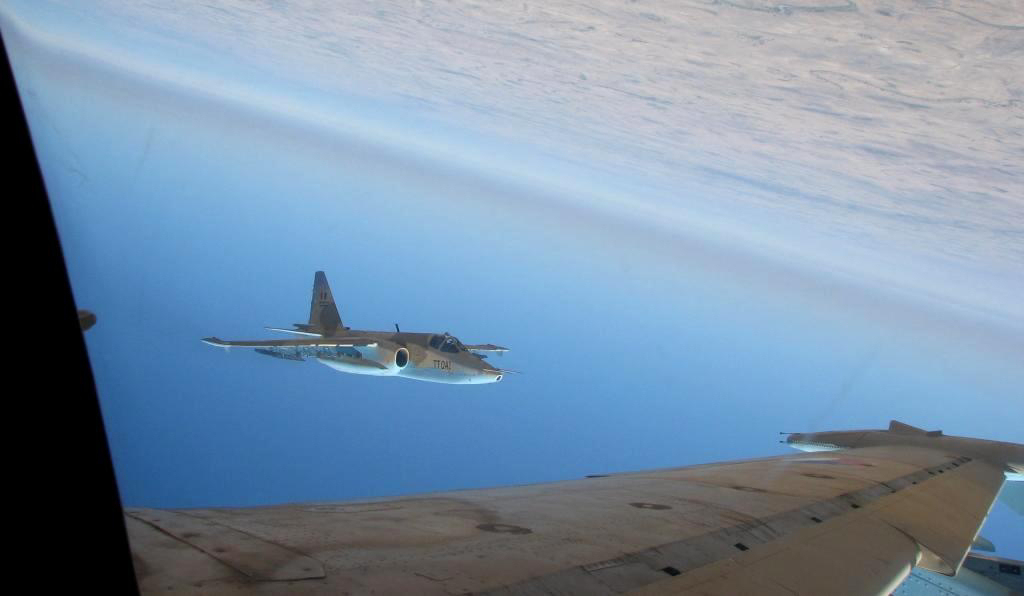
Avión Sukhoi Su-25 de la Fuerza Aérea del Chad en vuelo

La reanudación del conflicto, en el que está implicado el ejército chadiano, se produjo en forma de guerra civil contra los rebeldes apoyados por Sudán. Chad logró repeler con éxito a muchos movimientos rebeldes, aunque con algunas pérdidas. El ejército utilizó sus sistemas de artillería y tanques, pero los insurgentes bien equipados probablemente consiguieron destruir más de 20 de los 60 tanques T-55 de Chad, y probablemente derribaron un helicóptero de combate Mi-24 Hind, que bombardeaba posiciones enemigas cerca de la frontera con Sudán. En noviembre de 2006, Libia suministró a Chad cuatro aviones de ataque ligeros Aermacchi SF.260W. La Fuerza Aérea chadiana los utilizó para atacar posiciones enemigas, pero uno de ellos fue derribado por los rebeldes. Durante la batalla de Yamena de 2008, se hizo un buen uso de los helicópteros de combate y los tanques, que hicieron retroceder a las milicias armadas desde el palacio presidencial. La batalla afectó a los más altos mandos del ejército, ya que Daoud Soumain, su jefe de Estado Mayor, resultó muerto.
El 23 de marzo de 2020, una base del ejército chadiano fue emboscada por combatientes del grupo insurgente yihadista Boko Haram. El ejército perdió 92 militares en un solo día. En respuesta, el presidente Déby lanzó una operación denominada «Ira de Boma». Según el antiterrorista canadiense St-Pierre, las numerosas operaciones exteriores y el aumento de la inseguridad en los países vecinos habían desbordado recientemente las capacidades de las fuerzas armadas chadianas.

### Derechos humanos
En materia de derechos humanos, respecto a la pertenencia a los siete organismos de la Carta Internacional de Derechos Humanos, que incluyen al Comité de Derechos Humanos (HRC), Chad ha firmado o ratificado:
| Chad | Tratados internacionales | Tratados internacionales | Tratados internacionales                                                                                                  | Tratados internacionales                                                                                                  | Tratados internacionales                                                                                                  | Tratados internacionales                                                                                                  | Tratados internacionales    | Tratados internacionales                                                                                                  | Tratados internacionales  | Tratados internacionales                                                                                                  | Tratados internacionales  | Tratados internacionales | Tratados internacionales | Tratados internacionales | Tratados internacionales | Tratados internacionales | Tratados internacionales | Tratados internacionales |
| --- | ------------------------ | ------------------------ | --- | --- | --- | --- | --------------------------- | --- | ------------------------- | --- | ------------------------- | ------------------------ | ------------------------ | ------------------------ | ------------------------ | ------------------------ | ------------------------ | ------------------------ |
| Chad | CESCR                    | CESCR                    | CCPR | CCPR | CCPR | CERD | CED                         | CEDAW | CEDAW                     | CAT | CAT                       | CRC                      | CRC                      | CRC                      | CRC                      | MWC                      | CRPD                     | CRPD                     |
| Chad | CESCR                    | CESCR-OP                 | CCPR | CCPR-OP1 | CCPR-OP2-DP | CERD | CED                         | CEDAW | CEDAW-OP                  | CAT | CAT-OP                    | CRC                      | CRC-OP-AC                | CRC-OP-SC                | CRC-OP-CP                | MWC                      | CRPD                     | CRPD-OP                  |
| Pertenencia | Sin información.         | Sin información.         | Chad ha reconocido la competencia de recibir y procesar comunicaciones individuales por parte de los órganos competentes. | Chad ha reconocido la competencia de recibir y procesar comunicaciones individuales por parte de los órganos competentes. | Chad ha reconocido la competencia de recibir y procesar comunicaciones individuales por parte de los órganos competentes. | Chad ha reconocido la competencia de recibir y procesar comunicaciones individuales por parte de los órganos competentes. | Firmado pero no ratificado. | Chad ha reconocido la competencia de recibir y procesar comunicaciones individuales por parte de los órganos competentes. | Ni firmado ni ratificado. | Chad ha reconocido la competencia de recibir y procesar comunicaciones individuales por parte de los órganos competentes. | Ni firmado ni ratificado. | Sin información.         | Sin información.         | Sin información.         | Sin información.         | Sin información.         | Sin información.         | Sin información.         |
| Firmado y ratificado, firmado, pero no ratificado, ni firmado ni ratificado, sin información, ha accedido a firmar y ratificar el órgano en cuestión, pero también reconoce la competencia de recibir y procesar comunicaciones individuales por parte de los órganos competentes. |                          |                          | | | | |                             | |                           | |                           |                          |                          |                          |                          |                          |                          |                          |

## Organización territorial
| N.º | Región            | Capital      | Departamentos                                   | Área    | "  |
| --- | ----------------- | ------------ | ----------------------------------------------- | ------- | -- |
| 1   | Batha             | Ati          | Batha Este, Batha Oeste, Fitri                  | 88 800  | 05 |
| 2   | Chari-Baguirmi    | Massenya     | Baguirmi, Chari, Loug Chari                     | 82 910  | 06 |
| 3   | Hadjer-Lamis      | Massakory    | Dababa, Dagana, Haraze Al Biar                  | 30 000  | 14 |
| 4   | Wadi Fira         | Biltine      | Biltine, Dar Tama, Kobé                         | 46 850  | 11 |
| 5   | Barh El Gazel     | Moussoro     | Barh El Gazel Nord, Barh El Gazel Sud           | 50 860  | 10 |
| 6   | Borkou            | Faya-Largeau | Borkou, Borkou Yala                             | 241 000 | 01 |
| 7   | Ennedi Este       | Amdjarass    | Amdjarass, Wadi Hawar                           | 85 491  | 03 |
| 23  | Ennedi Oeste      | Fada         | Fada, Mourtcha                                  | 127 538 | 23 |
| 8   | Guéra             | Mongo        | Barh Signaka, Guéra                             | 58 950  | 09 |
| 9   | Kanem             | Mao          | Kanem, Nord Kanem, Wadi Bissam                  | 114 520 | 04 |
| 10  | Lac               | Bol          | Mamdi, Wayi                                     | 22 320  | 16 |
| 11  | Logone Occidental | Moundou      | Dodjé, Lac Wey, Ngourkosso                      | 8695    | 21 |
| 12  | Logone Oriental   | Doba         | La Nya Pendé, La Pendé, Monts de Lam, Lanya     | 28 035  | 15 |
| 13  | Mandoul           | Koumra       | Barh Sara, Mandoul Occidental, Mandoul Oriental | 17 517  | 19 |
| 14  | Mayo-Kebbi Este   | Bongor       | Mayo-Boneye, Kabbia, Mont d'Illi, Mayo Lemie    | 18 186  | 17 |
| 15  | Mayo-Kebbi Oeste  | Pala         | Lac Léré, Mayo-Dallah                           | 14 000  | 20 |
| 16  | Moyen-Chari       | Sarh         | Barh Köh, Grande Sido, Lac Iro                  | 41 460  | 12 |
| 17  | Ouaddaï           | Abéché       | Assoungha, Djourf Al Ahmar, Ouara               | 76 240  | 07 |
| 18  | Salamat           | Am Timan     | Aboudeïa, Barh Azoum, Haraze Mangueigne         | 63 000  | 08 |
| 19  | Sila              | Goz beïda    | Djourouf Al Ahmar, Kimiti                       | 37 000  | 13 |
| 20  | Tandjilé          | Laï          | Tandjilé Este, Tandjilé Oeste                   | 18 045  | 18 |
| 21  | Tibesti           | Bardai       | Tibesti Est, Tibesti Ouest                      | 220 237 | 02 |
| 22  | Yamena            | Yamena       | 10 arrondissements                              | 100     | 22 |

División política de Chad.

Desde febrero de 2008, Chad está dividido en 22 regiones, que se convirtieron en 23 en 2012. La Subdivisión de Chad en regiones surgió en 2003 en el proceso de descentralización, cuando el gobierno abolió las catorce prefecturas anteriores. Cada región está encabezada por un gobernador designado por la presidencia. Los prefectos administran los 61 departamentos dentro de las regiones. A su vez, los departamentos se dividen en 200 subprefecturas, los cuales se dividen en 446 cantones. Los cantones están programados para ser reemplazados por communautés rurales, pero aún no se ha completado el marco jurídico y reglamentario para ello. La constitución prevé un gobierno descentralizado para alentar a las poblaciones locales a desempeñar un papel activo en su propio desarrollo. Con este fin, la constitución declara que cada organización administrativa territorial se rija por asambleas locales electas, pero ninguna elección local ha tenido lugar, y las elecciones comunales previstas para 2005 fueron aplazadas varias veces.

## Geografía

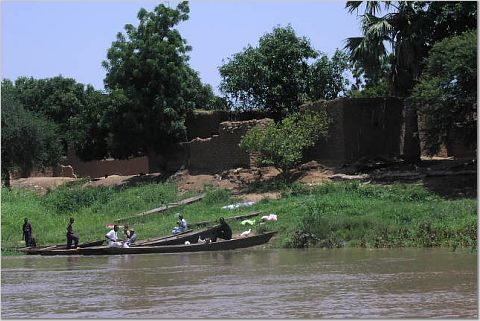
El río Chari.

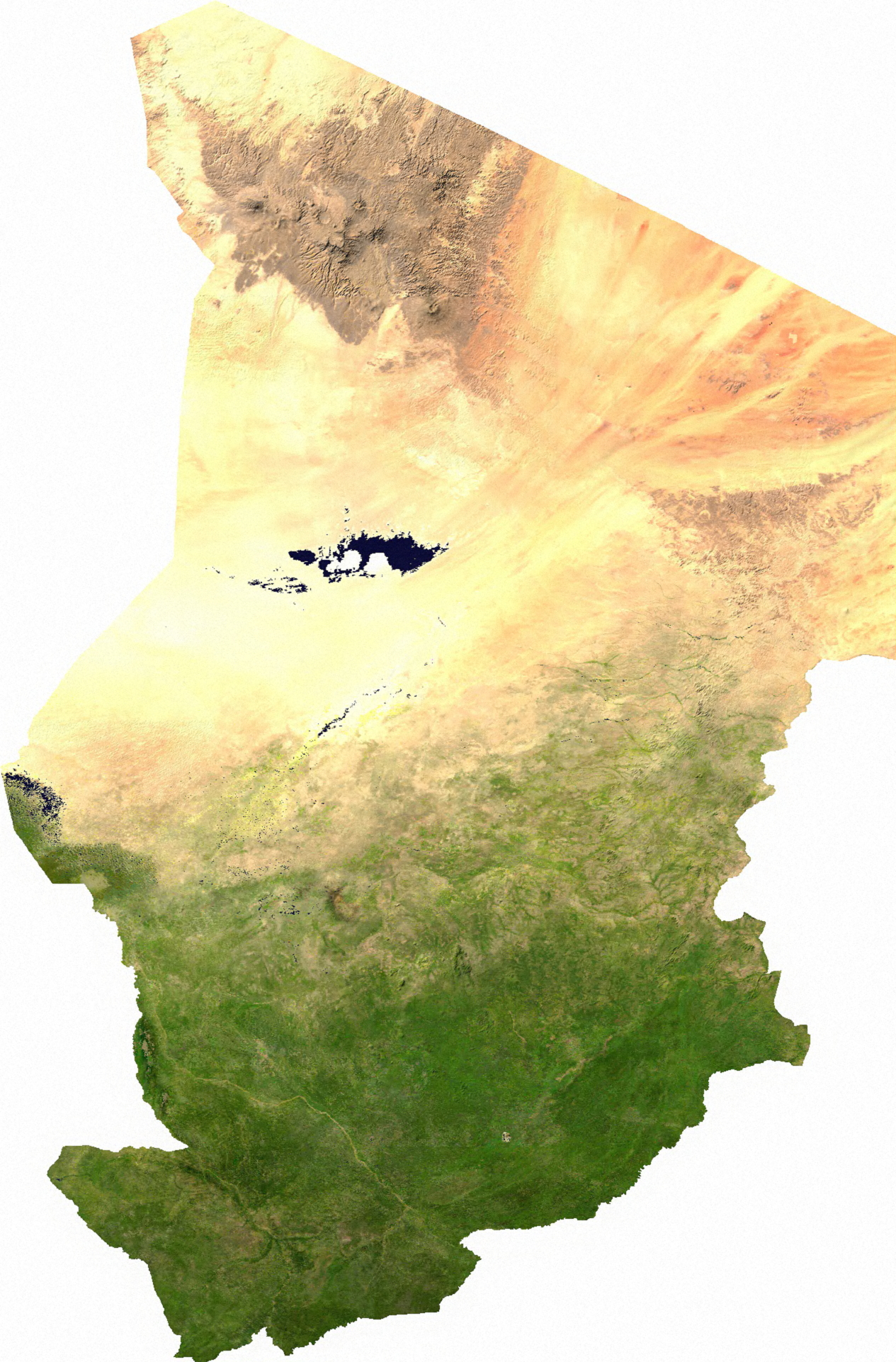
Chad está dividido en tres regiones distintas, de la sabana sudanesa en el sur, al desierto de Sáhara en el norte.

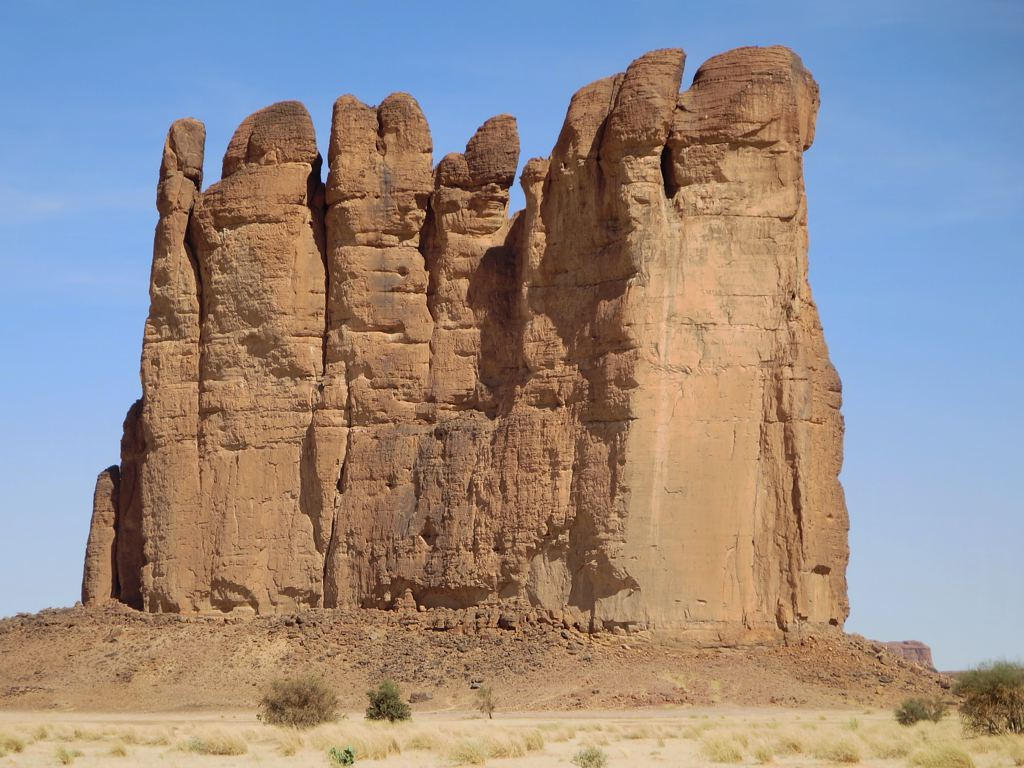
Pináculos de arenisca en el noreste de Chad

Con 1 284 000 km², Chad es el 21.º país más grande del mundo. Es ligeramente más pequeño que Perú y más grande que Sudáfrica. Chad está ubicado en la parte norte de África Central, entre los paralelos 8° y 24° norte y los meridianos 14° y 24° este. Chad limita al norte con Libia, al este con Sudán, al oeste con Níger, Nigeria y Camerún y al sur con la República Centroafricana. La capital del país está a 1060 km del puerto más cercano (Duala en Camerún). Debido a esta distancia del mar y al clima predominantemente desértico del país, Chad es a menudo referido como el "corazón muerto de África".
Las fronteras de Chad no coinciden con ninguna frontera natural, herencia de su periodo colonial. La estructura física dominante es una cuenca amplia limitada en el norte, este y sur por cadenas montañosas. El lago Chad, del cual el país obtuvo su nombre, son los restos de un inmenso lago que ocupó más de 330 000 km² de la cuenca del Chad hace 7000 años.

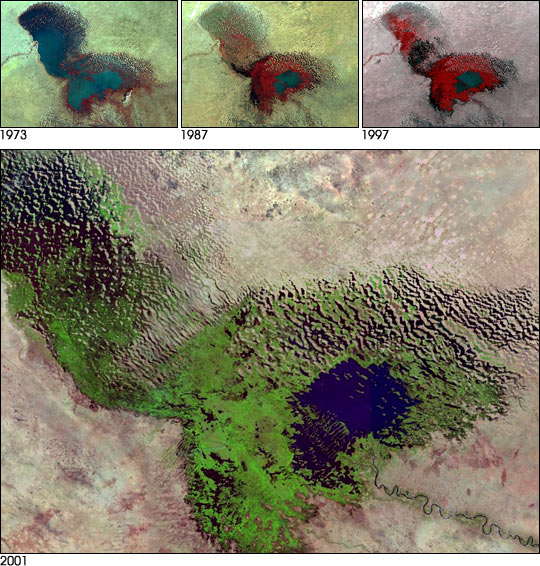
El lago Chad en una imagen de satélite de 2001. Se muestra la desecación que ha sufrido el lago desde 1973.

Aunque actualmente solo abarca 1500 km² y su superficie está sujeta a fuertes fluctuaciones estacionales, es el segundo cuerpo de agua más grande de África. El Emi Koussi, un volcán inactivo en los montes Tibesti alcanza los 3414 m s. n. m., el punto más alto en Chad y en el Sáhara.

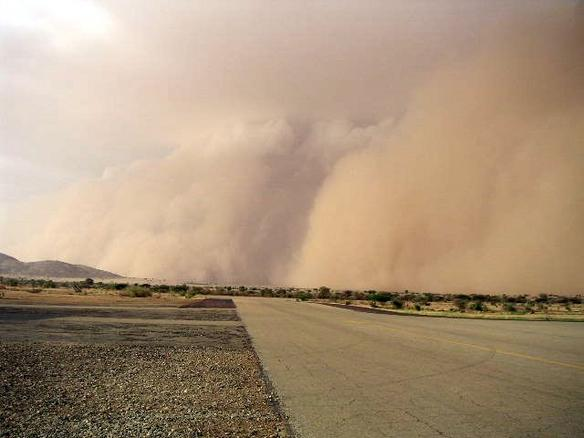
Tormenta de arena en Chad

Cada año un sistema climático tropical, conocido como la zona de convergencia intertropical, atraviesa Chad de sur a norte, trayendo consigo una época de lluvias que dura desde mayo a octubre en el sur y desde junio a septiembre en el Sahel. Las variaciones en las precipitaciones locales crean tres importantes zonas geográficas. El Sáhara se ubica en la parte norte del país, aquí las precipitaciones anuales son de menos de 50 mm; de hecho, Borkou en Chad es la zona más árida del Sáhara. 
La vegetación de esta zona es escasa; ocasionalmente sobreviven algunos palmerales, los únicos que crecen al sur del trópico de cáncer. El Sáhara da paso al cinturón de Sahel en el centro de Chad, donde las precipitaciones varían de 300 mm a 600 mm al año. En el Sahel una estepa de arbustos espinosos (en su mayoría acacias) gradualmente se convierte en una sabana en la zona sur del Chad. Las precipitaciones anuales en esta parte del país son de más de 900 mm. Los pastos altos y los extensos pantanos de la región la convierten en el hábitat ideal para algunas aves, reptiles y mamíferos grandes. Los ríos principales de Chad —el Chari y el Logone y sus afluentes— fluyen a través de las sabanas del sur desde el sudeste del lago Chad.

### Geología
El terreno de Chad, en África central, está dominado por la cuenca baja del Chad (unos 250 m de altitud), que se eleva gradualmente hacia las montañas y mesetas del norte, este y sur.
En el este se alcanzan altitudes superiores a los 900 m en las mesetas de Ennedi y Ouaddaï. Las mayores elevaciones se alcanzan en las montañas Tibesti, al norte, con una altitud máxima de 3415 metros en Emi Koussi. La mitad norte de la república se encuentra en el Sáhara. La depresión de Bodélé es una región baja del Sáhara meridional rodeada de crestas basálticas por las que circulan vientos que levantan polvo. El polvo de esta región suministra más de la mitad del polvo a las selvas amazónicas.
Los únicos ríos importantes, el Logone y el Chari, se encuentran en el suroeste y desembocan en el lago Chad, que duplica su tamaño durante la estación lluviosa.

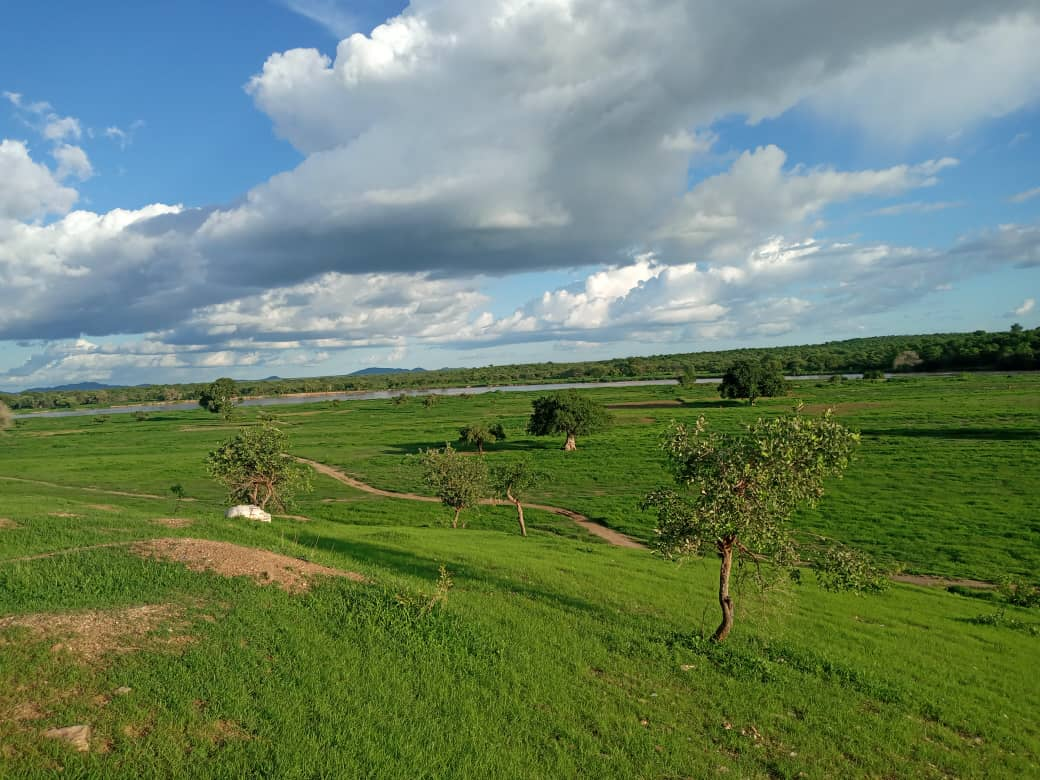
Paisaje de la Región de Sila al sur de Chad

La geología de Chad incluye una zona de rocas metamórficas de edad precámbrica que rodean la cuenca de Chad, recubierta de sedimentos terciarios y cuaternarios. Hay rocas precámbricas en los montes Tibesti, al norte y al este, mientras que en el este de Chad se encuentran rocas del basamento, algunas de las cuales se extienden hasta Darfur, en el vecino Sudán.
El gneis granítico y los esquistos pelíticos-grafíticos están muy extendidos. Suelen estar cortados por granitos orogénicos tardíos y pegmatitas. En la cuenca de Kufra, al noreste, hay areniscas del Paleozoico inferior recubiertas por areniscas nubias. También hay rocas clásticas continentales del Cretácico inferior y rocas de origen marino del Cretácico superior.
En la cuenca del Chad, la Formación Neógena del Chad está compuesta por sedimentos lacustres.
En la actualidad no existe ninguna industria mineral significativa. Aunque el oro, la sal y la ceniza de sosa aún no se han explotado de forma comercialmente significativa, empresas internacionales han emprendido prospecciones de petróleo y uranio.

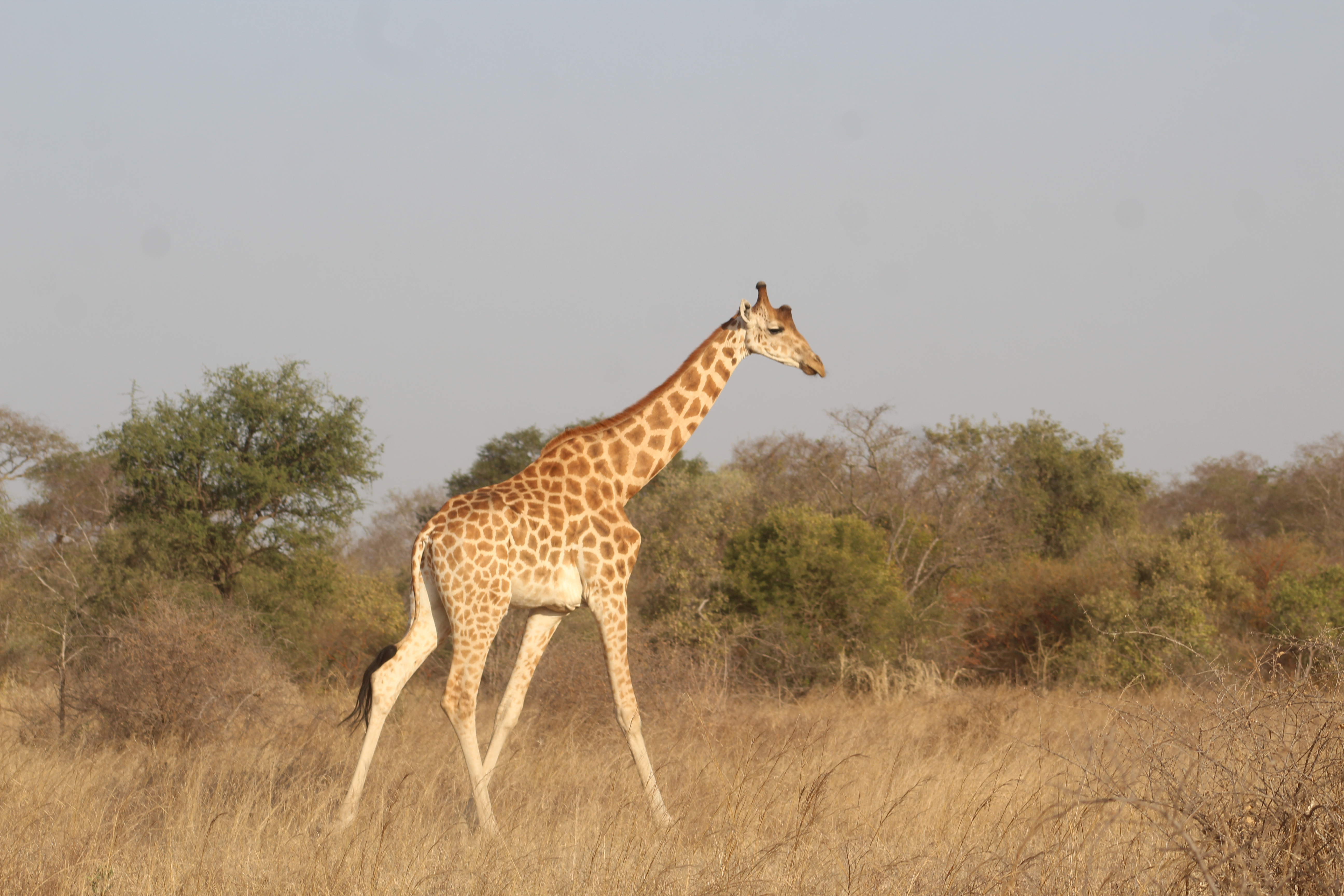
Jirafa en el Parque nacional de Zakouma

### Flora y fauna
En general, se considera que la flora y la fauna de Chad están poco estudiadas y mal documentadas. Chad se divide en tres zonas bioclimáticas y cinco biogeográficas. Las zonas bioclimáticas son el Sáhara, el Sahel y la sabana sudanesa. Las zonas biogeográficas son la región montañosa del Tibesti, los desiertos de dunas y rocas del sur del Sáhara, las sabanas en torno al lago Chad y sus afluentes, las sabanas secas del Sahel y las sabanas húmedas de Sudán. Esta mezcla de diferentes regiones bioclimáticas y biogeográficas ha dado lugar a una de las floras y faunas más ricas en especies dentro de las grandes regiones del Sahel y Sudán. Los bosques, por ejemplo, cubrían una superficie de 11 921 000 hectáreas en 2011, lo que corresponde a alrededor del 9% de la superficie del país; sin embargo, la pérdida de bosques es considerable como consecuencia de la deforestación incontrolada o ilegal. El volumen de las aguas estancadas y corrientes de Chad se estima en más de 500 000 millones de metros cúbicos; el volumen del lago Chad en 1992 era de unos 18 000 millones de metros cúbicos.

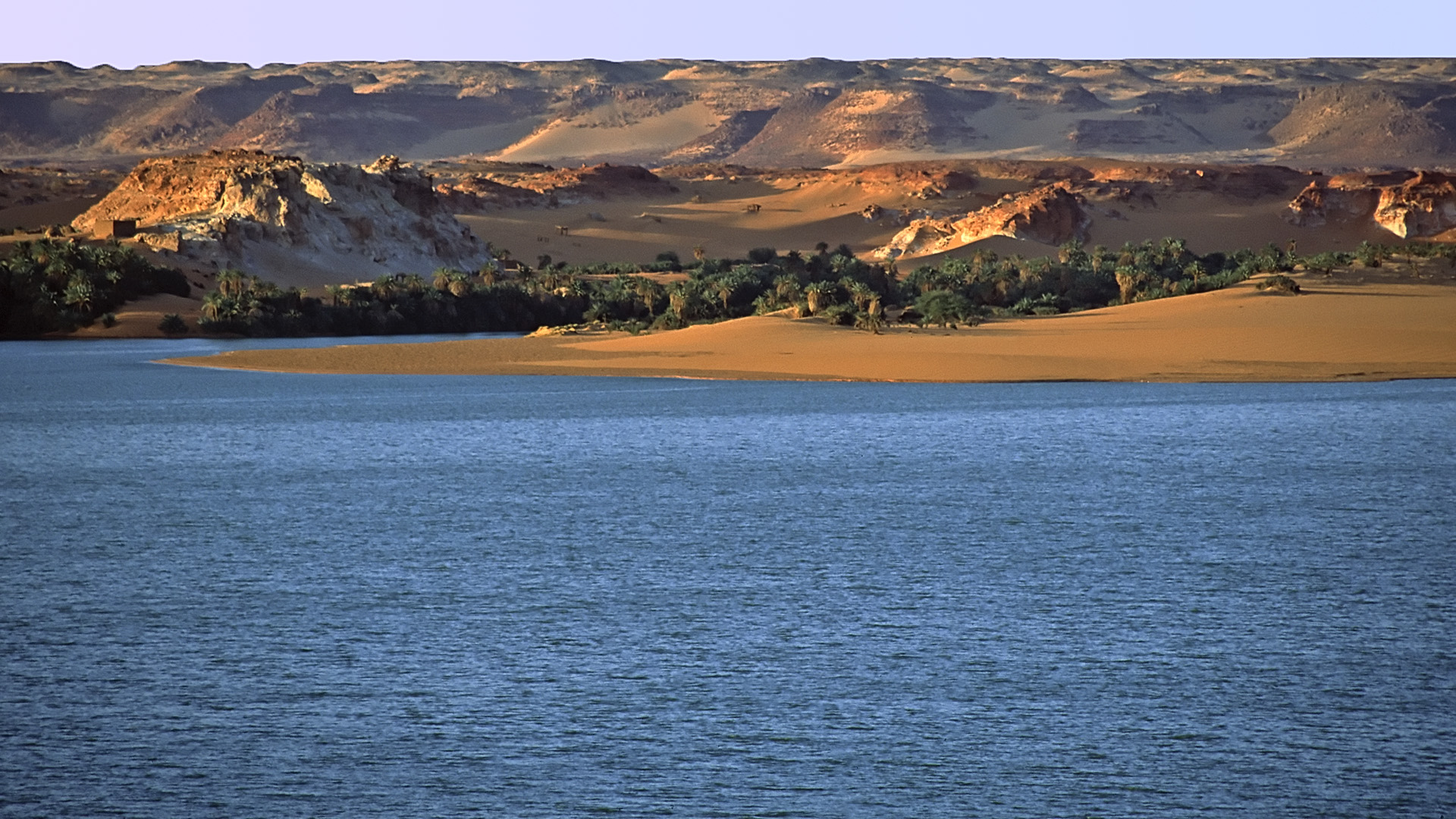
Paisaje en una playa del lago Yoa en Chad

En 2007, se habían documentado en Chad 4318 especies vegetales y 722 especies animales. De ellas, 71 especies de plantas, 4 de mamíferos, 1 de reptiles, 1 de aves y 16 de peces son endémicas y sólo se conocen en Chad. Tres especies de tortugas presentes en Chad figuran en la lista de especies amenazadas: la tortuga de espolones (Centrochelys sulcata), la tortuga de caparazón blando Cyclanorbis senegalensi y Cyclanorbis elegans. 16 especies animales y vegetales están clasificadas en peligro por la UICN. La información sobre hongos, insectos, líquenes, bacterias y algas no está disponible o es muy limitada. Sólo se conocen estudios intensivos sobre la flora algal del lago Chad. Se han documentado más de 1000 especies de algas en el lago, incluidas más de 100 especies de fitoplancton. Éstas constituyen la base alimenticia de una rica fauna piscícola compuesta por 136 especies. El Chad alberga especies como la perca del Nilo (Lates niloticus), el siluro depredador (Clarias sp.), el macabí africano (Heterotis niloticus), la tilapia (Tilapia spp.), el Oreochromis niloticus y el pez globo Tetraodon lineatus. 

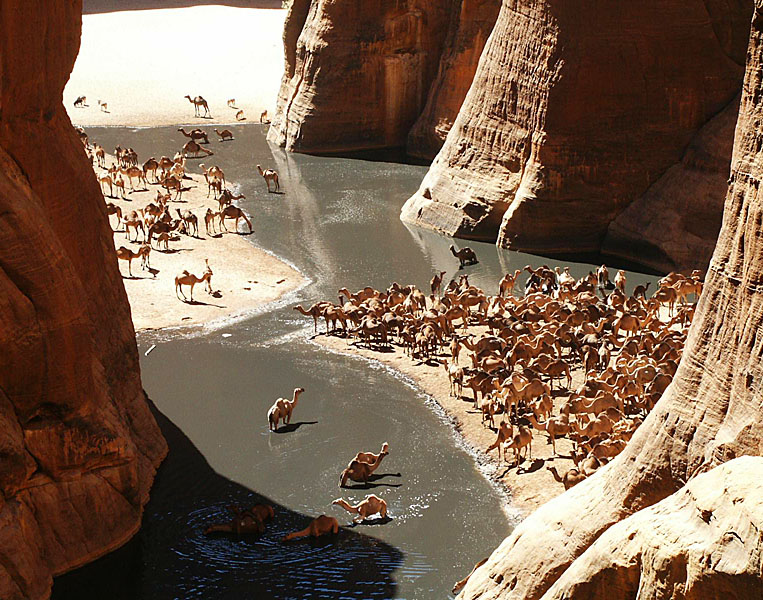
Camellos en un pequeño río o uadi de Chad

Además, en las aguas de Chad se capturan anualmente unas 120 000 toneladas de pescado. De la avifauna, se han documentado 532 especies de aves. Esta cifra incluye 354 especies de aves reproductoras y 155 especies de aves migratorias, 117 de las cuales son de origen paleártico. Los humedales del lago Chad y a lo largo de los ríos Logone, Bahr Aouk y Salamat figuran entre las zonas de descanso e invernada más importantes del mundo para las aves migratorias del hemisferio norte. La fauna de mamíferos de Chad es muy rica y casi todas las especies emblemáticas del turismo se encuentran aquí. Entre ellas figuran leones (Panthera leo), guepardos (Acinonyx jubatus) y jirafas (Giraffa camelopardalis). 
Se calcula que la población de elefante africano (Loxodonta africana) en Chad ronda los 3000 ejemplares. Pero mamíferos relativamente desconocidos como el eland gigante (Taurotragus derbianus) o el manatí africano (Trichechus senegalensis) también habitan en Chad. La subespecie de África Occidental del rinoceronte negro (Diceros bicornis longipes), que antaño vivía en Chad, se considera extinta. En cuanto a los reptiles, se han documentado 52 especies, entre las que destacan el lagarto estepario (Varanus exanthematicus), representantes de la pitón (Python) y el lagarto del Nilo (Varanus niloticus) También hay poblaciones aisladas de cocodrilo de África Occidental (Crocodylus suchus) en el macizo de Ennedi. Se trata de vestigios de una antigua distribución cerrada de esta especie en el Sáhara.

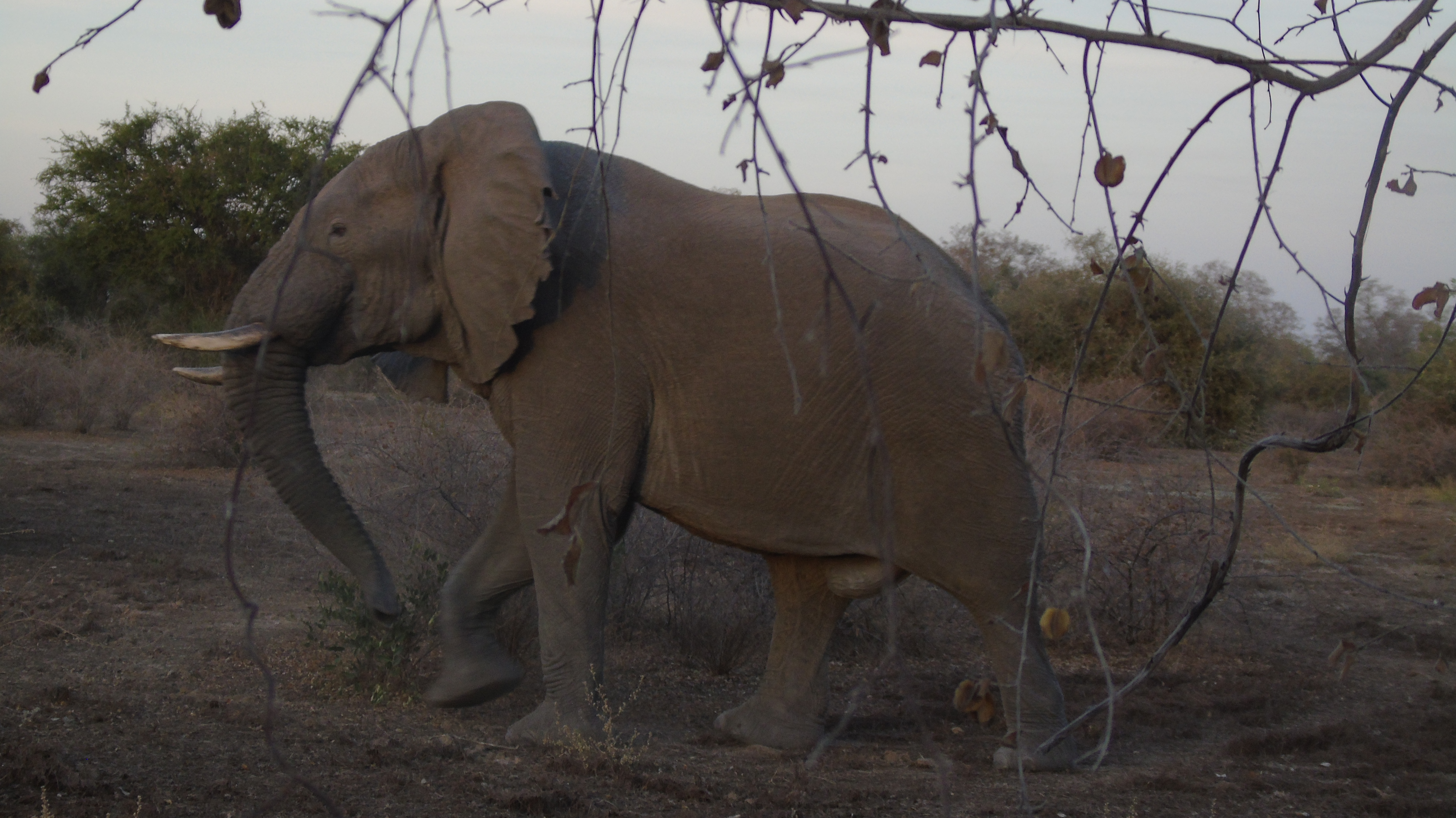
Los elefantes son una de las más de 722 especies de animales que se pueden encontrar en el país

Según un estudio publicado en 2020, en Chad hay 80 especies de serpientes. La mayor parte de Chad está formada por las zonas hiperáridas del Sáhara central y meridional. Estas zonas cubren más del 50% del país y están escasamente pobladas. Los asentamientos más grandes de esta región sólo se encuentran en zonas con acuíferos cercanos a la superficie o que llegan a la superficie terrestre, los oasis. Los nombres que recibe el paisaje corresponden a su aspecto: las zonas de dunas de arena se conocen como Erg, los desiertos rocosos y pedregosos como Hammada. En esta región sólo llueve uno o dos meses al año. 
La cantidad de precipitaciones varía de 25 a 100 mm al año. En esta región hay menos de 400 especies vegetales, pero la fauna es mucho más diversa de lo que se suponía en décadas anteriores. Al sur de la isohieta de 100 mm, la vegetación del sur del Sáhara cambia durante unos meses al año. Se trata de una zona de transición del Sáhara a la ecorregión del Sahel; el WWF denomina a esta zona de transición Estepa del Sáhara Meridional. Se encuentra en Chad, en el sur de Erg Kanem, en las regiones de Ouadi Achim-Rimé, Fada Archei y la meseta montañosa de Wadai. Se extiende desde la isohieta de 100 a 200 mm y tiene una anchura media de sólo 100-300 km. Debido a las precipitaciones estivales, puede desarrollarse una estepa cuyas gramíneas dominantes pertenecen a los géneros Eragrostis, Aristida y Stipagrostis. Esta estepa herbácea se intercala con hierbas y arbustos de los géneros Tribulus, Heliotropium y Pulicharia. No obstante, los árboles sólo se encuentran en esta ecorregión en las ramblas y zonas con acuíferos cercanos a la superficie, como los lagos Moilo en Erg Kanem y la Guelta d'Archei.

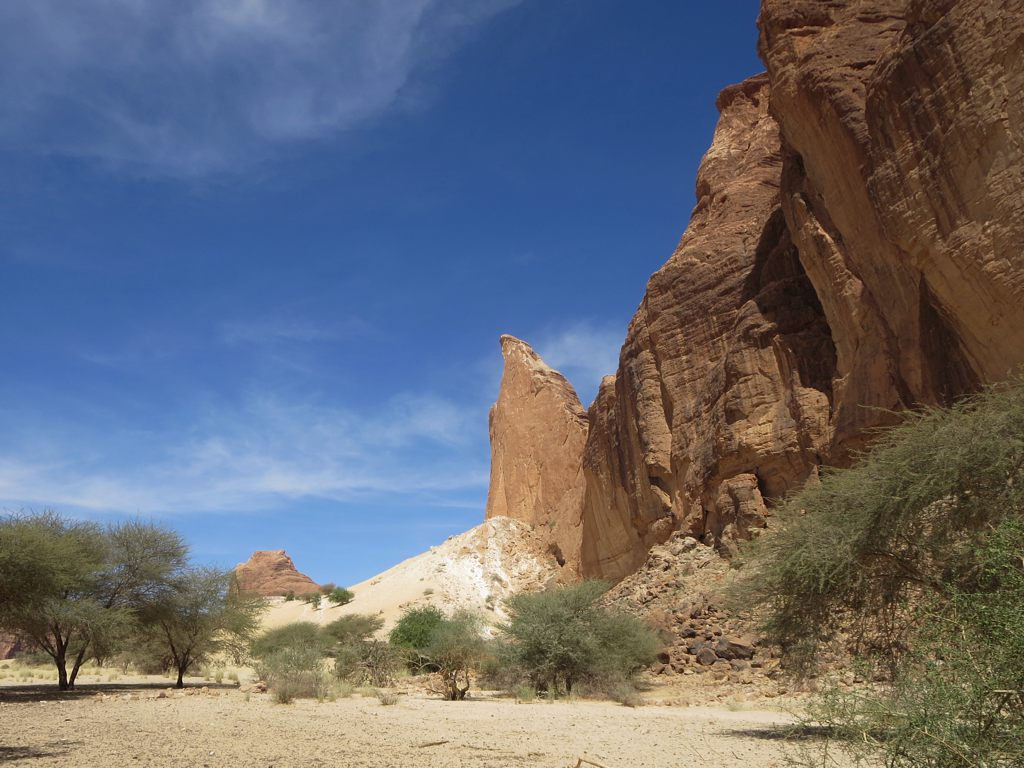
Árboles de acacia en las Montañas de Ennedi

Los montes Tibesti ocupan una posición biogeográfica insular en el Sáhara. La flora y la fauna de la cordillera se consideran generalmente como una reliquia de la época más húmeda de Nigéro-Chadia, por lo que la flora en particular está adaptada a la altitud y al gradiente de esta cordillera. Los nombres de los paisajes del Tibesti proceden de las lenguas árabe, tedaga y dazaga. Los wadis se denominan Enneri y los picos montañosos Emi. Favorecidas por la mayor pluviosidad, de 100 a 600 mm anuales, en esta ecorregión pueden desarrollarse 568 especies vegetales, entre ellas representantes de los géneros Schönmalven, Hibiscus, Rhynchosia y Tephrosia. 
La palmera datilera (Phoenix dactylifera) y la palmera doum (Hyphaene) tienen especial importancia económica. Sin embargo, el endemismo es escaso, sólo se conoce el endémico Ficus teloukat, representante de los higos. Crece en las laderas secas de las montañas del sur. La fauna de mamíferos de las tres ecorregiones es similar debido a su aridez, con el saltarín de crin (Ammotragus lervia) presente en el Tibesti y gacelas dorcas (Gazella dorcas), gacelas dama (Nanger dama), liebres del Cabo (Lepus capensis) y varias especies de jerbos en las otras dos ecorregiones. La zona del Ouadi Achim-Rimé fue el último refugio del oryx de cuernos de cimitarra (Oryx dammah), que ahora se considera extinguido en estado salvaje.

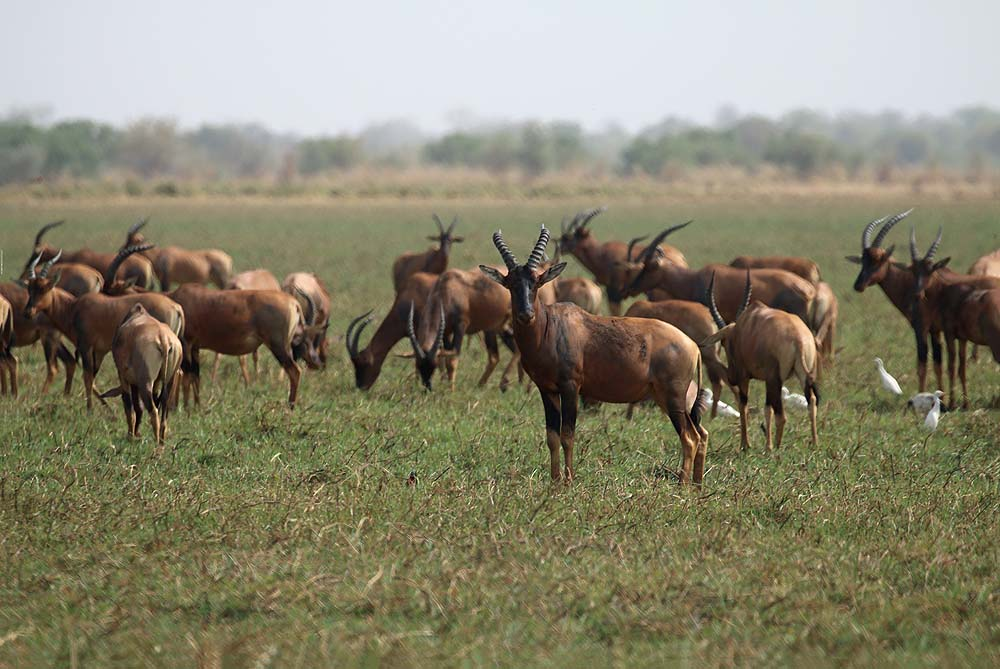
Ejemplares del antílope africano Damaliscus lunatus tiang

Las sabanas sahelianas oscilan generalmente entre los 200 y los 600 mm de isohieta. Este tipo de sabana es una sabana seca y de arbustos espinosos intercalados con árboles, principalmente del género Acacia. Por este motivo, el WWF la denomina sabana saheliana de acacias. La región alrededor del lago Chad y las llanuras de Firki forman sus propios biomas en la región del Sahel de Chad. Por término medio, caen entre 250 mm y 500 mm de lluvia al año. En las sabanas del Sahel, las gramíneas Cenchrus biflorus, Schoenefeldia gracilis y Aristida stipoides forman una gran parte de la biomasa vegetal, mientras que las especies arbóreas más extendidas son Acacia tortilis, Acacia laeta, Commiphora africana, Balanites aegyptiaca y Boscia senegalensis. En general, el endemismo está poco desarrollado en el Sahel.

## Economía

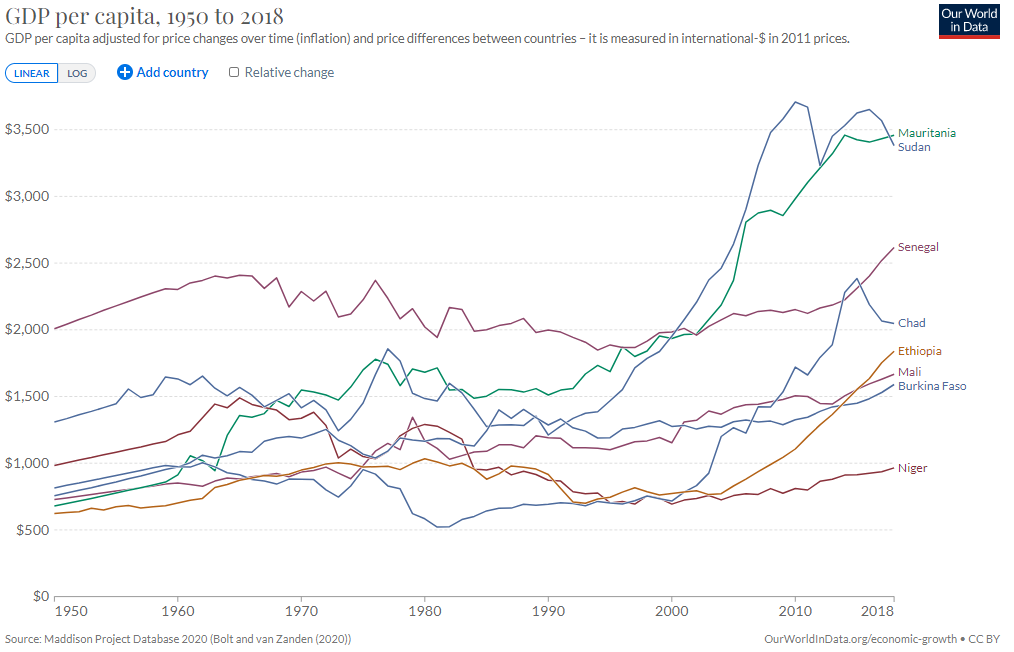
Desarrollo del PIB per cápita de los países del Sahel.

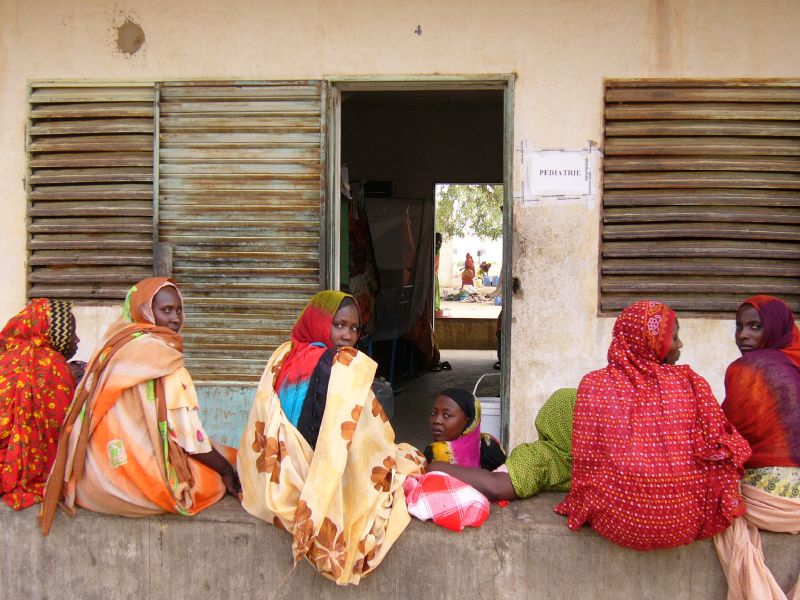
Hospital de maternidad en Chad. Aunque ha mejorado, la infraestructura de Chad sigue siendo menos desarrollada que la de sus vecinos del norte.

El Índice de desarrollo humano de la ONU coloca a Chad como el quinto país más pobre en el mundo, ya que el 80 % de la población vive por debajo del umbral de pobreza. En 2005 el PIB per cápita se estimó en 1500 dólares. Chad forma parte del Banco de los Estados de África Central, de la Comunidad Económica de los Estados de África Central y de la Organización para la Armonización del Derecho Mercantil en África. Su moneda es el franco CFA. La guerra civil ahuyentó a los inversores extranjeros, quienes dejaron Chad entre 1979 y 1982 y solo recientemente han comenzado a recuperar la confianza en el futuro económico del país. Desde el año 2000 la importante inversión extranjera derivada del sector petrolero comenzó, lo cual impulsó las perspectivas económicas.

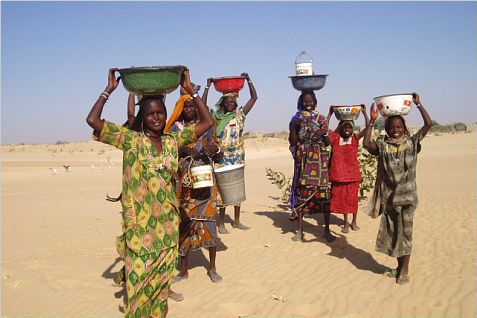
Mujeres en Mao, donde el agua es administrada por una torre de agua. El acceso al agua potable es a menudo un problema en Chad.

Más del 80 % de la población de Chad vive de la agricultura de subsistencia y de la ganadería de subsistencia. Los cultivos y la ubicación de los rebaños es determinado por el clima local. En la zona más austral del territorio se encuentran el 10 % de las tierras agrícolas más fértiles del país, con ricos cultivos de sorgo y mijo. En el Sahel crecen solo las variedades más duras de mijo, aunque en menor cantidad que en el sur. Por otra parte, el Sahel es ideal para el pastoreo de grandes rebaños como cabras, ovejas, burros y caballos. Los oasis dispersos por el desierto de Sáhara solo producen dátiles y algunas legumbres.
Antes del desarrollo de industria del petróleo, la industria del algodón dominaba el mercado de trabajo y representaba aproximadamente el 80 % de las ganancias de las exportaciones. El algodón sigue siendo la principal exportación del país, aunque no se dispone de cifras exactas. La rehabilitación de Cotontchad, la compañía de algodón más importante del país que sufrió un declive en los precios del algodón a nivel mundial, es financiada por Francia, los Países Bajos, la Unión Europea y el Banco Internacional de Reconstrucción y Fomento (BIRF), por lo que se espera que la empresa paraestatal pase al sector privado.
ExxonMobil lidera un consorcio entre Chevron y Petronas que ha invertido 3,7 millones de dólares para la explotación de las reservas de petróleo del sur de Chad, estimadas en mil millones de barriles. La producción de petróleo comenzó en 2003 con la realización de un oleoducto (financiado en parte por el Banco Mundial) que une los yacimientos del sur a terminales en la costa atlántica de Camerún. Como condición para su asistencia, el Banco Mundial insistió en que el 80 % de los ingresos del petróleo se gastaran en proyectos de desarrollo humano. En enero de 2006, el Banco Mundial suspendió su proyecto de préstamo cuando el gobierno de Chad aprobó leyes para reducir el dinero invertido en estos programas. El 14 de julio de 2006, el Banco Mundial y Chad firmaron un memorando de entendimiento en virtud del cual el gobierno de Chad se compromete a otorgar el 70 % de sus ingresos a programas de reducción de pobreza.

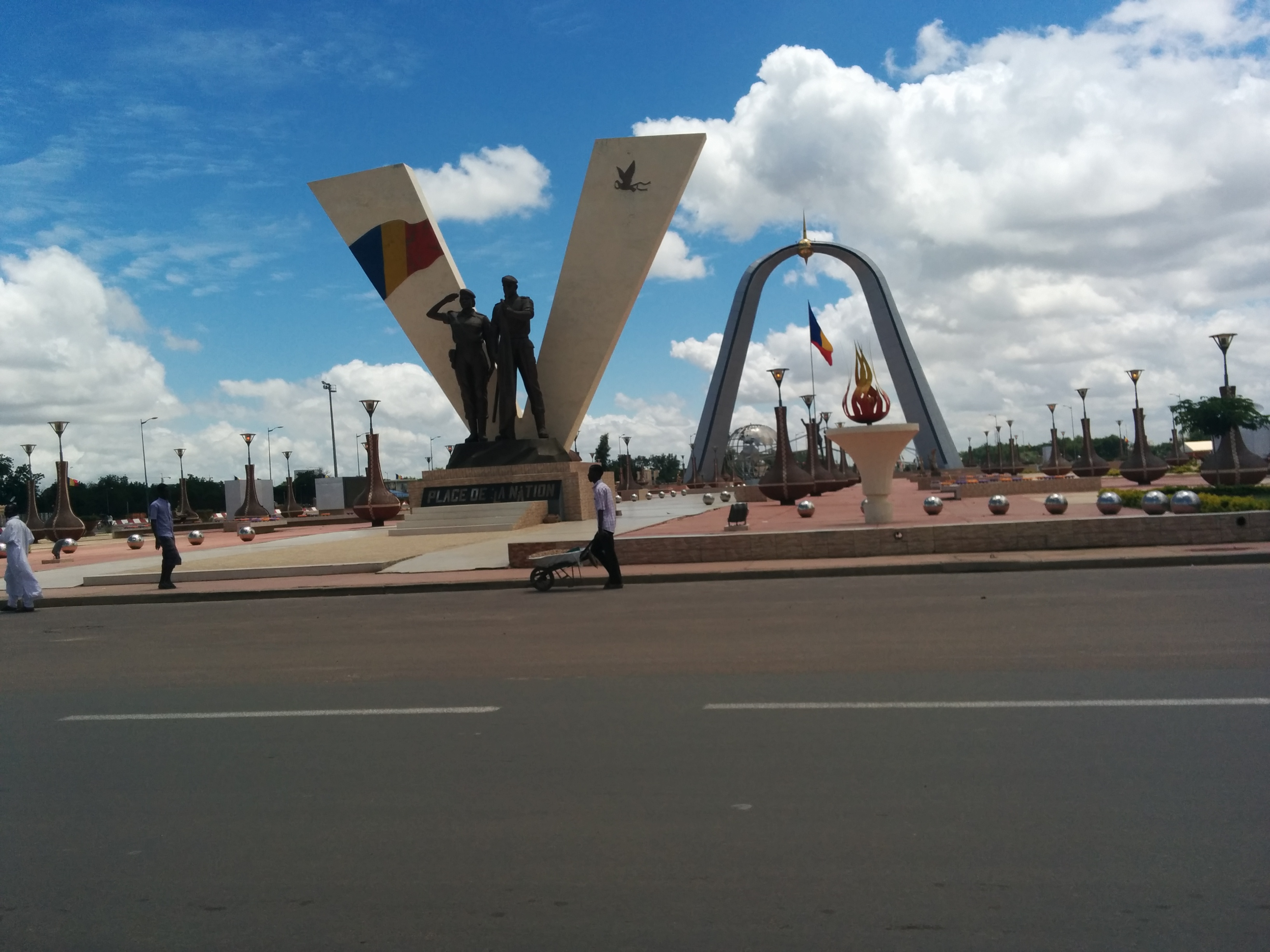
Una calle de Yamena, la capital nacional

## Infraestructura
La guerra civil frenó el desarrollo de infraestructura de transporte; en 1987, en Chad había solo 30 kilómetros de carreteras asfaltadas. Posteriores proyectos de rehabilitación de carreteras ampliaron la red a 550 kilómetros en 2004. Sin embargo, la red de carreteras es limitada, ya que a menudo no se puede utilizar durante varios meses del año. Sin ningún ferrocarril de su propiedad, Chad depende fuertemente de sistema de ferrocarril de Camerún para el transporte de las exportaciones del país y las importaciones hacia y desde el puerto de Duala.
Existe un aeropuerto internacional en la capital, que ofrece vuelos directos regulares a París y a varias ciudades africanas. El sistema de telecomunicaciones es sencillo y costoso, el servicio de telefonía fija lo proporciona la compañía de teléfono de estado SotelTchad. Existen solo 14 000 líneas telefónicas fijas en Chad, uno de los más bajos índices de densidad de líneas telefónicas en el mundo. 
El sector de energía de Chad ha sufrido de años de mala gestión de la paraestatal Sociedad de Electricidad y Agua de Chad (STEE), que proporciona energía para el 15 % de los ciudadanos de la capital y cubre solo la demanda del 1,5 % de la población nacional, lo que obliga a muchos chadianos a utilizar combustibles como el estiércol animal y la madera. Las ciudades en Chad enfrentan graves dificultades en cuanto a la infraestructura municipal: solo el 48 % de los residentes urbanos tienen acceso a agua potable y solo el 2 % a condiciones de saneamiento básico.

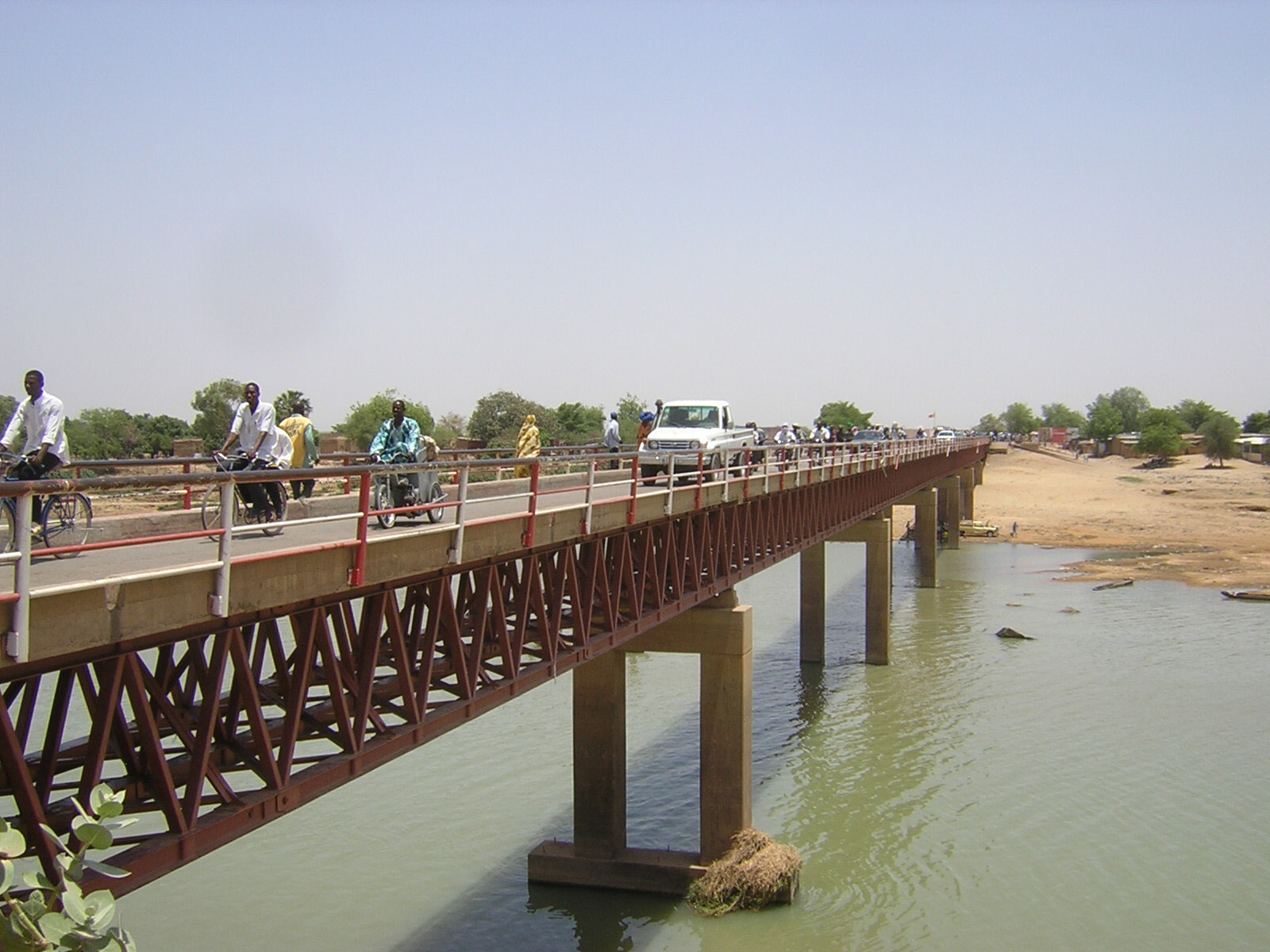
Puente de N'Gueli

La audiencia televisiva del país se limita a Yamena. La única estación de televisión que posee el gobierno es TeleTchad. La radio tiene un alcance mucho mayor, con trece estaciones de radio privada. Los periódicos están limitados en cantidad y distribución y las cifras de circulación son pequeñas debido a los costos de transporte, las tasas de alfabetización bajas y la pobreza. Mientras la constitución defiende la libertad de expresión, el gobierno ha restringido regularmente este derecho y a finales de 2006 empezó a promulgar un sistema de censura previa sobre los medios de comunicación.

## Demografía
Estimaciones de 2005 calculan la población de Chad en 10 146 000; de las cuales 25,8 % vive en zonas urbanas y 74,8 % en las zonas rurales. La población del país es joven: se estima que 47,3 % de la población es menor de 15 años. La tasa de natalidad es de 42,35 nacimientos por cada mil personas, mientras la tasa de mortalidad es de 16,69. La esperanza de vida alcanza los 47,2 años.

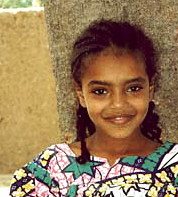
Una niña ouaddaiana.

La población de Chad está distribuida de manera irregular. La densidad de población es de 0,1 hab./km² en la región desértica de Borkou-Ennedi-Tibesti, pero en la región de Logone Occidental alcanza los 52,4 hab./km². En la capital, es incluso mayor: cerca de la mitad de la población del país vive en el sur de su territorio, lo que la convierte en la región más densamente poblada. La vida urbana se encuentra prácticamente restringida a la capital, cuya población se dedica principalmente al comercio. Las otras grandes ciudades del país son Sarh, Moundou, Abéché y Doba, aunque se encuentran menos urbanizadas, están creciendo rápidamente y se unen a la capital como centros decisivos para el crecimiento económico. Desde 2003, 230 000 refugiados sudaneses han huido a Chad oriental desde Darfur aquejados por la guerra. El desplazamiento de más de 172 000 chadianos por la guerra civil en la parte oriental, ha generado mayores tensiones entre las comunidades de la región.
La poligamia es común y el 39 % de las mujeres viven en ese tipo de unión. La poligamia está regulada por la ley, que la permite automáticamente a menos que las cónyuges crean que es algo inaceptable en su matrimonio. Aunque se prohíbe la violencia contra la mujer, la violencia doméstica es común. Además, la mutilación genital femenina está prohibida, pero la práctica está profundamente arraigada en las tradiciones: 45 % de las mujeres del Chad se someten al procedimiento, con las tasas más altas entre los árabes, los hadjarai y los ouaddaianos (90 % o más). Se registraron porcentajes inferiores entre los Sara (38 %) y los tubu (2 %). Las mujeres carecen de igualdad de oportunidades en educación y formación, lo que dificulta que compitan por los relativamente pocos puestos de trabajo formal del sector. Aunque las leyes de propiedad y herencia basadas en el código francés no discriminan a la mujer, los líderes locales juzgan la mayoría de los casos de herencias a favor de los hombres, según la práctica tradicional.

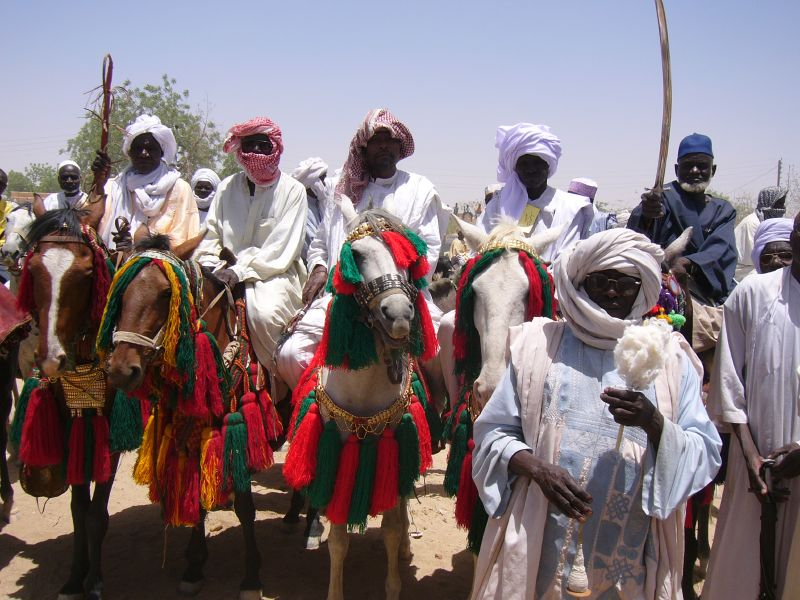
Una delegación tribal.

En Chad habitan más de 200 grupos étnicos distintos, lo que conlleva a una creación de diversas estructuras sociales. La administración colonial y los gobiernos independientes han intentado imponer una sociedad nacional, pero para la mayoría chadianos la sociedad local o regional sigue siendo la influencia más importante fuera de la familia inmediata. Sin embargo, los pueblos de Chad pueden clasificarse según la región geográfica en que viven. En el sur viven personas sedentarias tales como los Sara, el principal grupo étnico de la nación, cuya unidad social esencial es el linaje. En el Sahel los pueblos sedentarios viven lado a lado con los nómadas, tales como los árabes, el segundo grupo étnico más importante del país. El norte está habitado por nómadas, en su mayoría tubus. Los idiomas oficiales de la nación son el francés y el árabe, pero se hablan más de cien idiomas y dialectos en todo el país. Debido al importante papel desempeñado por comerciantes árabes itinerantes y comerciantes asentados en las comunidades locales, el árabe chadiano se ha convertido en lingua franca.

### Religión

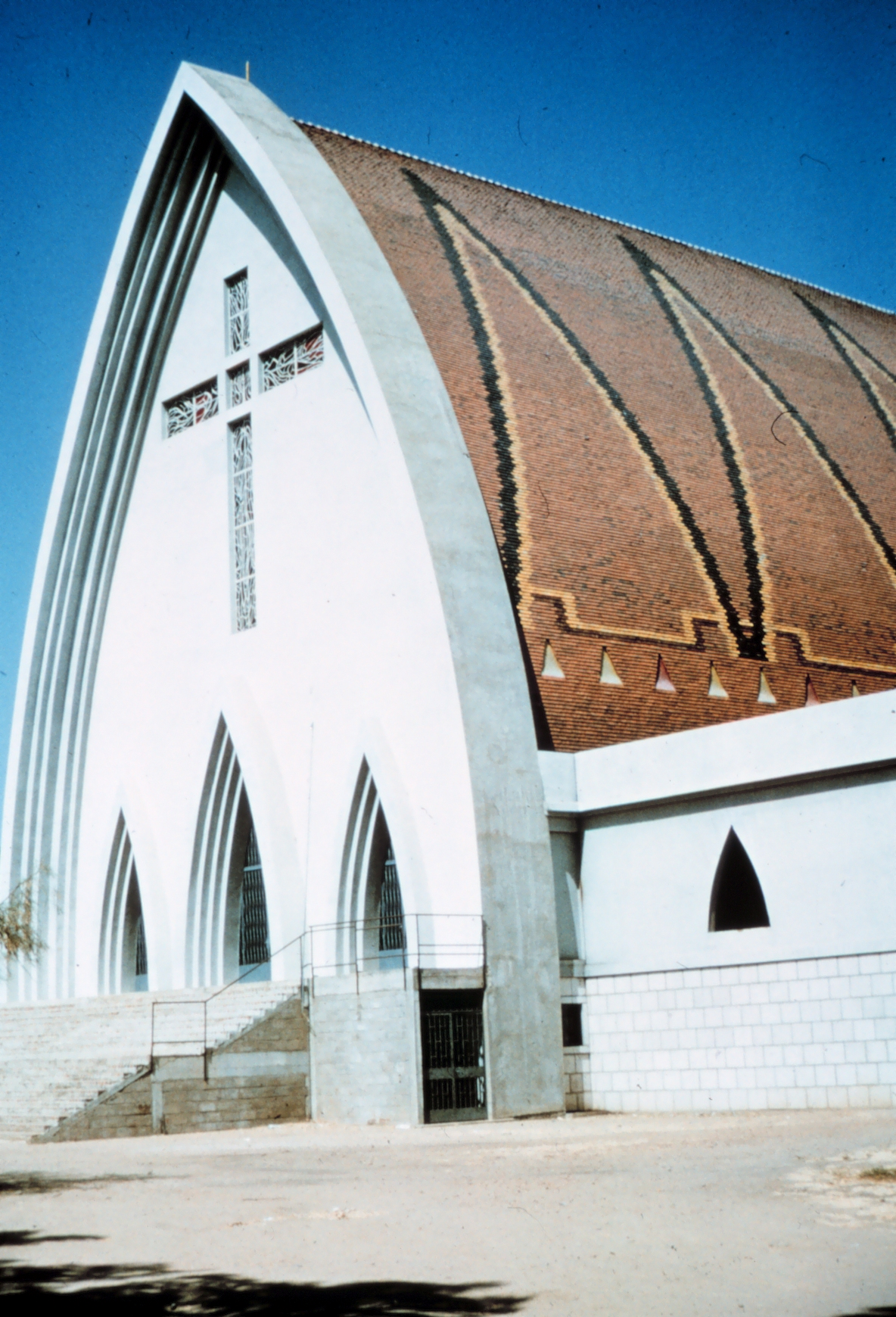
Catedral católica en la ciudad de Yamena.

Chad es un país religiosamente diverso. El censo de 1993 halló que 40 % de los chadianos eran musulmanes sunitas, el 25 % católicos, el 14 % protestantes, el 10% musulmanes chiitas, el 10 % animistas y el 1 % ateos. El animismo incluye una variedad de religiones ancestrales. El islam, que se caracteriza por un conjunto ortodoxo de creencias y celebraciones, se expresa en diversas formas. El cristianismo, específicamente el catolicismo romano, llegó al Chad de la mano de los colonizadores franceses; como con el islam de Chad, se mezcló con varios aspectos de las creencias de los antiguos pobladores del territorio. Los musulmanes se concentran en gran medida en la parte septentrional y oriental de Chad, mientras los animistas y cristianos viven en el sur de Chad y Guéra. La constitución establece un estado laico y garantiza la libertad religiosa; generalmente las diferentes comunidades religiosas coexisten sin problemas, y los múltiples conflictos internos que han asolado al país desde su independencia se han debido principalmente a disputas étnicas.
La gran mayoría de los musulmanes del país son seguidores de una rama moderada del islam místico (sufismo) conocida localmente como Tijaniyah, que incorpora algunos elementos religiosos africanos locales. Una pequeña minoría de los musulmanes del país mantiene prácticas más fundamentalistas, que, en algunos casos, pueden estar asociadas con sistemas de creencias sauditas como el wahabismo o el salafismo.
Los católicos representan la mayor denominación cristiana en el país. La mayoría de los protestantes, incluyendo la iglesia nigeriana "ganadores de la capilla," están afiliados con diversos grupos cristianos evangélicos. Los miembros de la bahaí y los testigos de Jehová son comunidades religiosas que también están presentes en el país. Ambos credos se introdujeron después de la independencia en 1960 y, por lo tanto, se consideran religiones "nuevas" en el país.
En Chad viven misioneros extranjeros, que representan a diversos grupos cristianos, pero también existen varios predicadores musulmanes provenientes de Sudán, Arabia Saudita y Pakistán. Generalmente Arabia Saudita financia y apoya proyectos sociales y educativos y la construcción de extensas mezquitas.

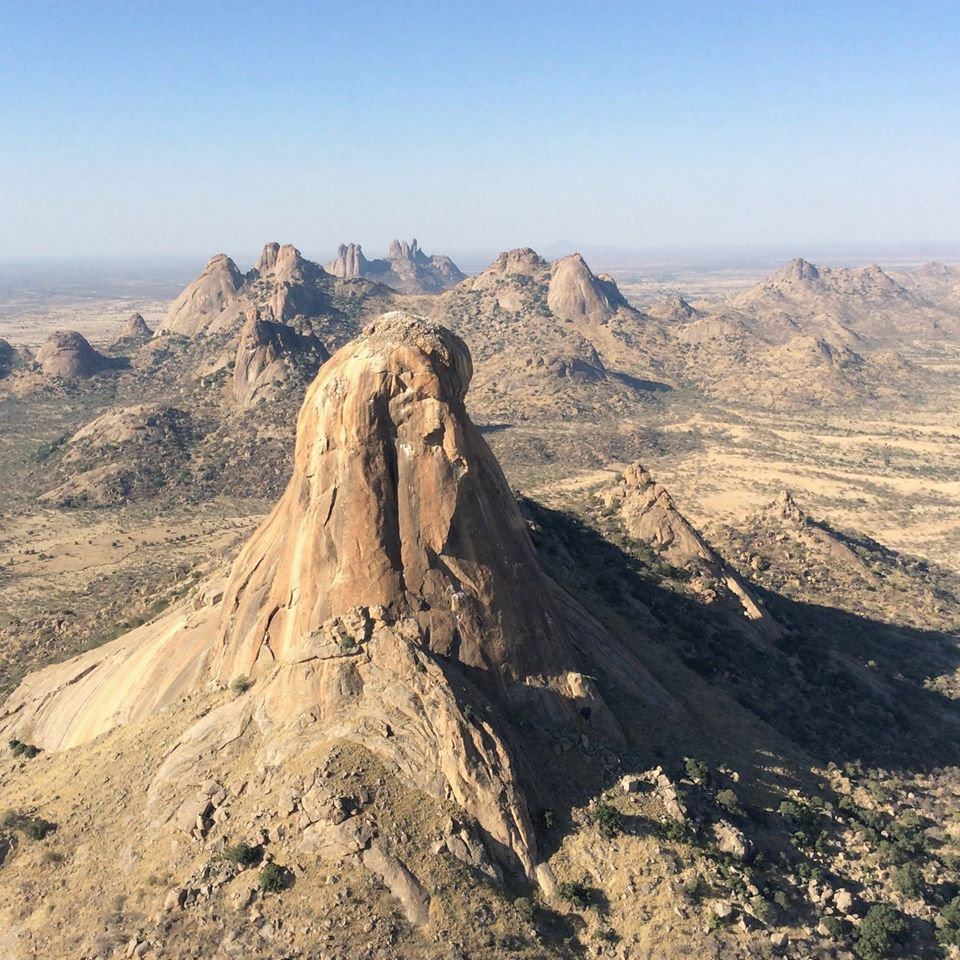
Grandes áreas de Chad permanecen deshabitadas

### Densidad
La densidad de población en Chad era de 13,04 personas por kilómetro cuadrado en 2020. Sin embargo, la población está desigualmente repartida. Según el censo del país de 2009, la densidad es de aproximadamente 1 habitante por km² en la región sahariana de Borkou-Ennedi-Tibesti, en la mitad norte del país, pero de casi 40 en el sur, con más de 95 habitantes por km² en la región de Logone Occidental.
Dado que la distribución de la población del país depende en gran medida de las condiciones climáticas, Chad puede dividirse en tres zonas, que pueden describirse como zonas geoclimáticas. En la región sahariana de Borkou-Ennedi-Tibesti, que tiene el tamaño de Francia continental y representa casi la mitad de la superficie de Chad, apenas llueve. Las actividades agrícolas son limitadas, y sólo el 5% de la población chadiana vive en esta zona. En el centro del país se encuentra la zona saheliana. Esta segunda parte, casi tan extensa como la primera (43% de la superficie total del país), comprende las regiones de Batha, Biltine, Ouaddaï, Guéra, Kanem, Salamat y Chari Baguirmi. 
La pluviosidad es variable (entre 200 y 800 mm al año) y, con algo menos de 2,5 millones de habitantes, la densidad media de población sigue siendo muy baja. Aquí se cultiva sorgo y cacahuetes, y se cría ganado. Finalmente, la tercera y última zona, que sólo representa el 10% de la superficie total del país, es la sudanesa, que incluye las regiones de Mayo Kebbi, Logone Oriental, Logone Occidental, Moyen Chari y Tandjilé. Con precipitaciones que oscilan entre 800 y 1.200 mm al año, la tierra es mucho más fértil y apta para diversos cultivos (arroz, oleaginosas, tubérculos, etc.). En 2008 había casi 7 millones de habitantes, con una densidad media de 38 habitantes por km².
La mayoría de los chadianos viven en las zonas fértiles al sur de los ríos Logone y Chari. Casi el 50% de la población vive en la quinta parte más meridional del país, lo que la convierte en la región más densamente poblada. Solo el 27% de los chadianos viven en ciudades, y casi la mitad de los habitantes urbanos viven en Yamena, la capital, que tenía una población de 1.896.032 habitantes en 2016. Las otras grandes ciudades son Moundou (Logone Occidental) con 158.221 habitantes, Sarh (Moyen-Chari) con 133.757 habitantes y Abéché (Ouaddaï) con 83.155 habitantes.
Según un estudio realizado y publicado por el Comité Estadounidense para los Refugiados y los Inmigrantes en 2007 Chad acogió a 294.100 refugiados y solicitantes de asilo, un número muy elevado de ellos (242.600) llegados del vecino Sudán huyendo de la guerra de Darfur, y el resto procedentes de la República Centroafricana.

## Cultura
| Fecha           | Nombre en español                  |
| --------------- | ---------------------------------- |
| 1 de enero      | Año nuevo                          |
| 1 de mayo       | Día de los Trabajadores            |
| 25 de mayo      | Día de la liberación africana      |
| 11 de agosto    | Día de la Independencia            |
| 1 de noviembre  | Día de Todos Los Santos            |
| 28 de noviembre | Fiesta de la República             |
| 1 de diciembre  | Día de la libertad y la democracia |
| 25 de diciembre | Navidad                            |

Debido a su gran variedad de idiomas y pueblos, Chad posee un rico patrimonio cultural. El gobierno de Chad ha promovido activamente la cultura y las tradiciones nacionales abriendo el Museo Nacional de Chad y el Centro Cultural de Chad. A lo largo del año los chadianos celebran seis fiestas nacionales y dos fiestas movibles que incluyen la festividad cristiana del lunes de Pascua y las festividades musulmanas de Eid ul-Fitr, Eid al-Adha y Eid Milad Nnabi.
En cuanto a la música, los chadianos tocan instrumentos como el kinde, un tipo de arpa de arco; la kakaki, un cuerno largo hecho de estaño; y el hu hu, un instrumento de cuerdas que utiliza porongos como altavoces. Otros instrumentos y sus combinaciones están más vinculados a grupos étnicos específicos: los Sara prefieren silbidos, balafones, arpas y tambores kodjo; mientras los Kanembu combinan los sonidos de los tambores con los de instrumentos de viento.

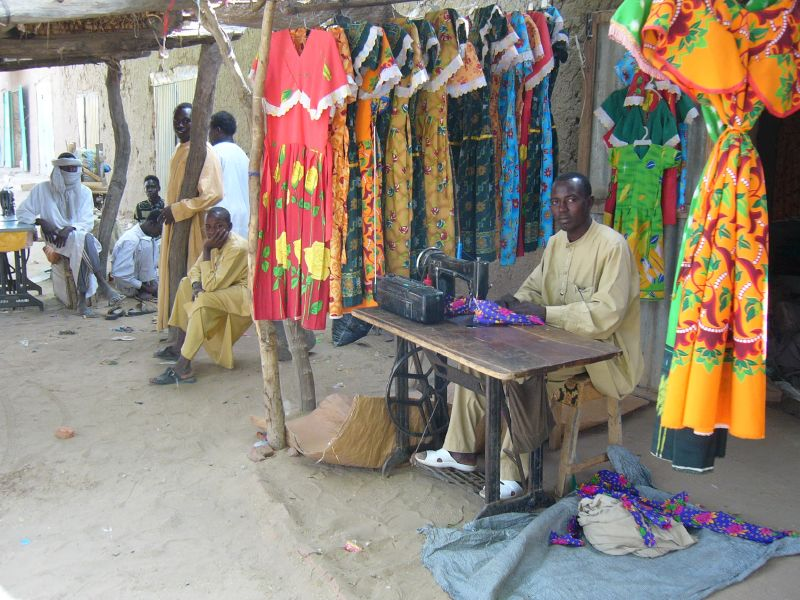
Comercio chadiano de trajes típicos.

En 1964 se formó el grupo musical Chari Jazz con lo que se dio inicio a la escena de la música moderna en Chad. Más tarde, grupos con más renombre como African Melody e International Challal intentaron mezclar la modernidad y la tradición en su música. Grupos populares, como Tibesti, se han aferrado con mayor rapidez a su herencia cultural al interpretar música sai, un estilo tradicional del sur de Chad. El pueblo de Chad ha despreciado habitualmente la música moderna. Sin embargo, desde 1995 se ha despertado un mayor interés en ella y se ha fomentado la distribución de CD y casetes de audio de artistas chadianos. La piratería y la falta de garantías jurídicas para los derechos de los artistas siguen siendo problemas para el desarrollo de la industria de música en Chad.
El mijo es la comida típica a lo largo de Chad. Se utiliza para hacer bolas de pasta que se sumergen en diversas salsas. En el norte este plato es conocido como alysh y en el sur, como biya. El pescado también es popular, aunque generalmente está preparado y vendido como salanga (Hydrocynus y Alestes secados al sol y ligeramente ahumados) o como banda (peces más grandes y ahumados). El carcadé es una bebida dulce muy popular en el país, extraída de hojas de hibisco. Sin embargo, las bebidas alcohólicas, ausentes en el norte, son muy populares en el sur, donde las personas beben cerveza de mijo, conocida como billi-billi cuando se elabora de mijo rojo y como coshate cuando se prepara con mijo blanco.
Como en otros países del Sahel, la literatura en Chad ha padecido una sequía económica, política y espiritual que ha afectado a sus escritores más conocidos. Los autores de Chad se han visto obligados a escribir desde el exilio, contribuyendo con obras muy ligadas a temas como la opresión política y el discurso histórico. Desde 1962, veinte autores chadianos han escrito más de sesenta obras de ciencia ficción. Entre los escritores más reconocidos internacionalmente se encuentran Joseph Brahim Seïd, Baba Moustapha, Antoine Bangui y Koulsy Lamko. En 2003, el único crítico literario de Chad, Ahmat Taboye, publicó su libro Anthologie de la littérature tchadienne para brindar un mayor conocimiento de la literatura de Chad a nivel mundial y entre los jóvenes; y para compensar la falta de editoriales y de campañas de promoción de la lectura en Chad.
El desarrollo de la industria cinematográfica en Chad ha sufrido los efectos devastadores de la guerra civil y la falta de cines en todo el país. El primer largometraje rodado en Chad fue el docudrama Bye Bye África, realizado en 1999 por Mahamat Saleh Haroun. Su película posterior, Abouna, fue bien recibida por la crítica, y su obra Daratt ganó el gran premio especial del jurado en el 63° Festival de cine internacional de Venecia. Issa Serge Coelo dirigió otras dos películas en Chad: Daresalam y DP75: ciudad de Tartina.

## Deportes

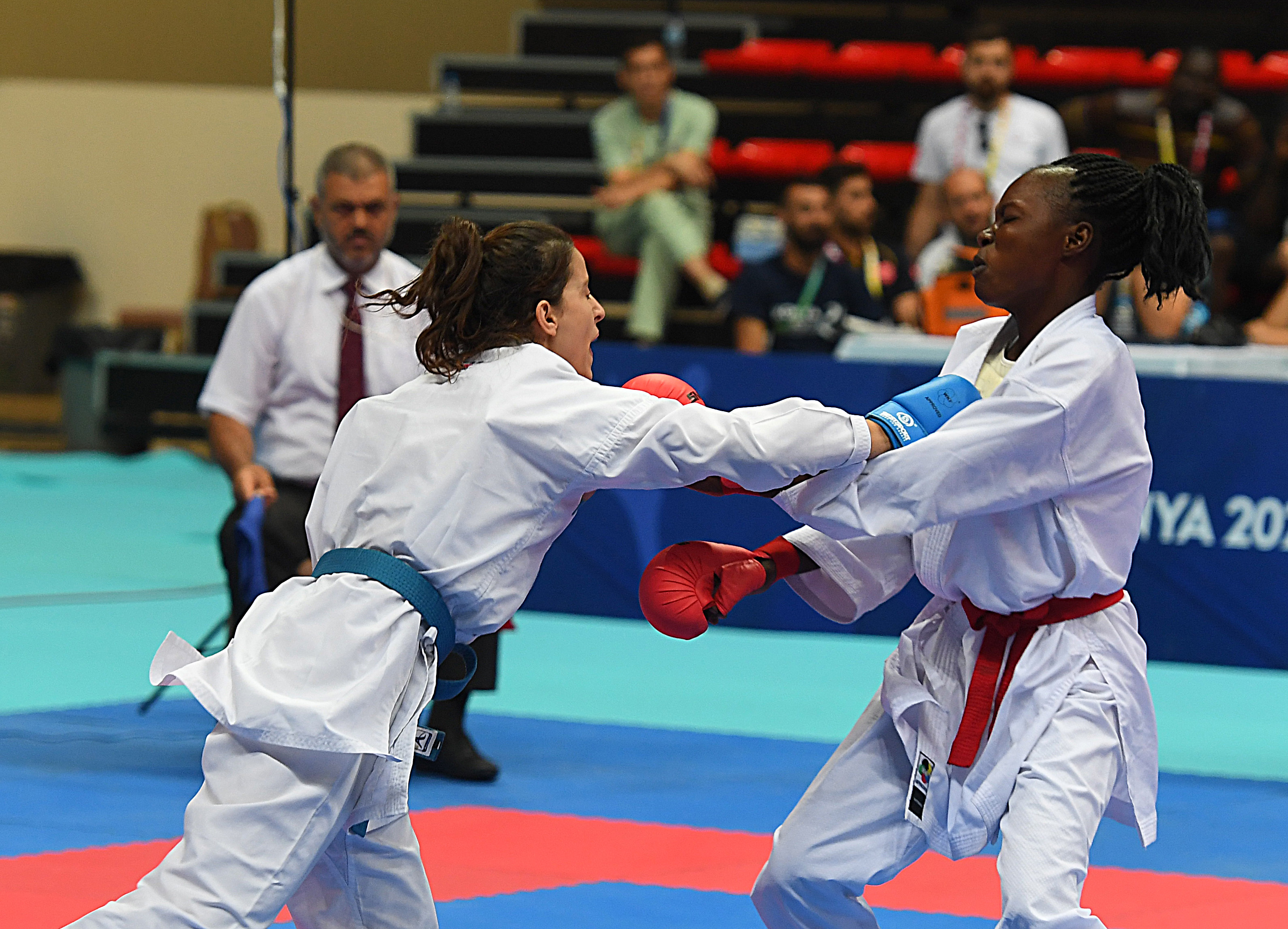
Combate de karate entre las representantes de Chad y Uzbekistán en 2022

El fútbol es el deporte más popular en Chad. La selección nacional es controlada por la Federación Chadiana de Fútbol y adscrita a la CAF y a la FIFA. Es considerada una selección de bajo nivel en África y en el mundo, ya que nunca se ha clasificado para la Copa Mundial de Fútbol ni para la Copa Africana de Naciones. Dentro del país, existe la Primera División de Chad. Fue fundada en 1962 y el equipo más ganador es el Renaissance FC con 7 títulos, seguido del Elect-Sport FC con 6, y el Tourbillon FC con 4 conquistas.
El judo es cada vez más popular en Chad, y en 2017 el recién nombrado presidente del Comité Olímpico Nacional de Chad fue el presidente de la Federación Chadiana de Judo, Abakar Djermah. En los Juegos Olímpicos de Verano de 2012, una de las dos únicas competidoras de Chad en los Juegos de Londres fue la judoca Carine Ngarlemdana. La Federación Chadiana de Judo organiza un torneo internacional de judo que se celebra en Yamena y en el que participan otras naciones africanas. En noviembre de 2020, Yamena celebró el Campeonato Africano Sub-21.
El baloncesto es un deporte importante en Chad, especialmente en las ciudades. En la última década, su selección nacional se ha vuelto cada vez más competitiva y se clasificó para el Campeonato Africano de Baloncesto de 2011.
El rugby union en Chad es un deporte menor pero en crecimiento. El órgano rector está afiliado a la Confederación Africana de Rugby, pero no a la International Rugby Board. El rugby union fue introducido en Chad por los colonizadores franceses.
Como en muchas otras naciones menores, el rugby se concentra en la capital, Yamena.
Lo jugaban sobre todo expatriados europeos, y con la marcha de los franceses quedó en estado latente. Sin embargo, sus lazos lingüísticos con Francia -el francés es una de las lenguas oficiales- hacen que los chadianos estén expuestos tanto a la cobertura del rugby francés como a una importante presencia chadiana en la propia Francia.

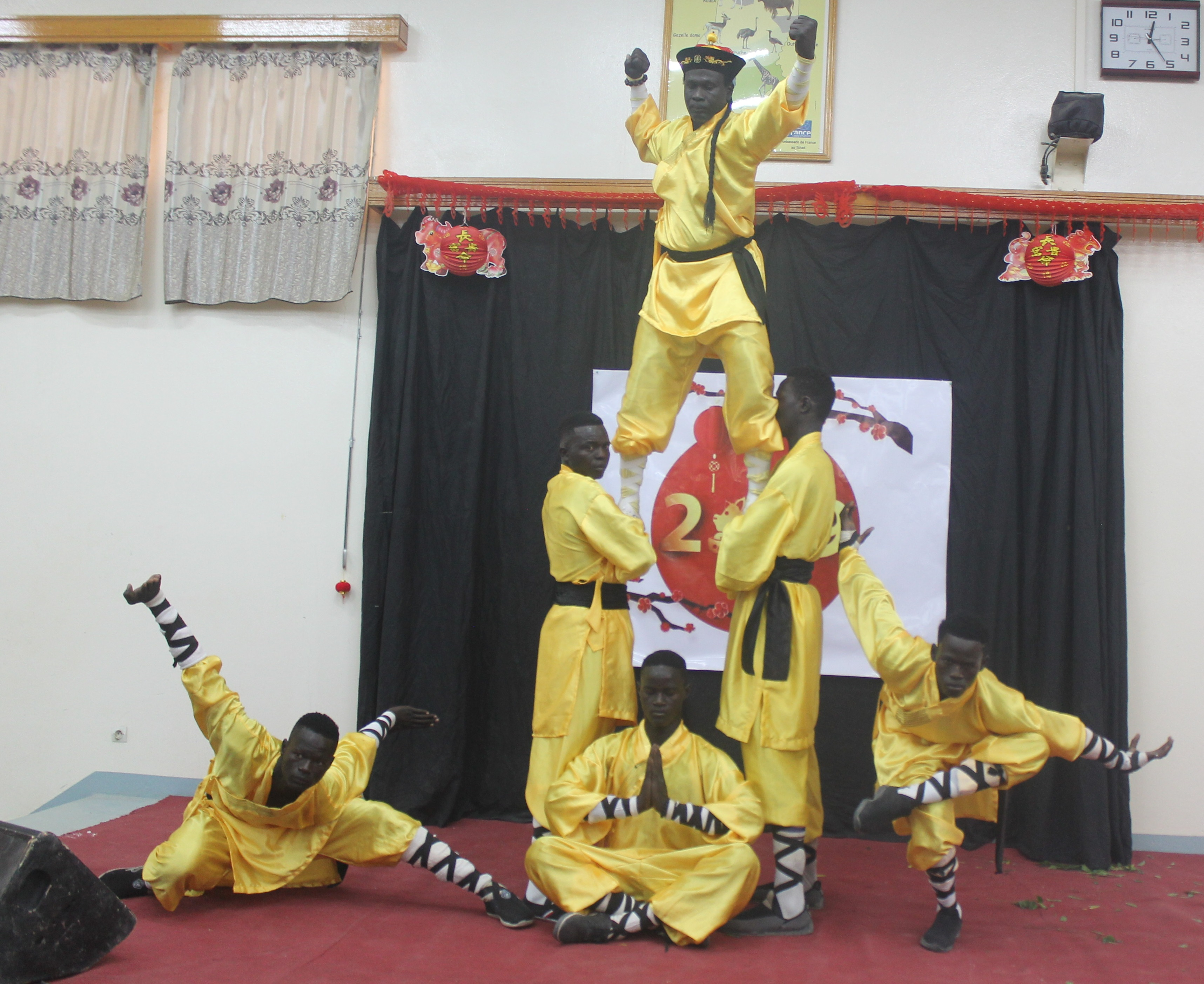
Espectáculo de artes marciales en Chad

Al igual que en muchos países norteafricanos, la conexión histórica con Francia tiene sus pros y sus contras. Durante muchos años, los jugadores chadianos se marchaban a jugar a Francia, lo que privaba al rugby chadiano de una verdadera competencia.
La selección nacional chadiana de rugby representa a Chad en el Rugby union internacional, y compite en la sección norte del Trofeo CAR Castel Beer.